# 帝国大厦
帝國大廈是位於美國紐約市曼哈頓中城的超高層摩天大樓，為什里夫、蘭姆和哈蒙建築公司所設計的裝飾藝術風格建築，於1930年至1931年期間興建。其名稱取自紐約市所在的纽约州之暱稱──帝國州。建築主體高度為1,250英尺（381公尺），包括樓頂天線的總高度為1,454英尺（443.2公尺）。在同樣位於紐約的世界貿易中心於1970年封頂之前，一直是世界第一高樓；九一一袭击事件後，其再度成為紐約市第一高樓，直到2012年被世界貿易中心一號大樓超越。截至2023年，其為紐約市第七高的建築，美國第九高的已建成摩天大樓，也是世界第54棟、美洲第六高的獨立式建築。
帝國大廈位於曼哈頓中城南區的第五大道350号、西33街与西34街之间，該地區過去曾於1893年興建為華爾道夫酒店。1929年，帝國大廈收購了該地點，並製定了興建新摩天大樓的計劃。再經過15次的更改後，才確定將以世界上最高的建築計畫開始興建，建築於1930年3月17日動工，並在13個半月後於1931年5月1日向公眾開放。儘管當時因應建築建設而進行了相關宣傳，但由於受到大蕭條和第二次世界大戰的影響，其所有者直到1950年代初才開始盈利。
該建築采用的裝飾風建築風格、建造高度和觀景台，使其成為紐約最受歡迎的景點。每年約有400萬來自世界各地的遊客，參觀該建築位於86層和102層的觀景台；2019年，位於80層的另一個室內觀景台開放。當代，帝國大廈是美國的國際文化標誌及紐約市的象徵：自1933年電影《金剛》上映以來，已有250多部電視劇和電影出現過帝國大廈。帝國大廈的規模已成為其他結構的高度和長度的全球參考標準。有鑒於其文化價值性，該大樓也被紐約市政府及美國土木工程師學會評為世界七大工程奇迹之一。並在2007年的美國建築師協會之美國最受歡迎建築名單中名列第一。此外，帝國大廈及其底層在1980年被紐約市地標保護委員會指定為城市地標，並在1986年列入國家歷史名勝名錄。

## 地點
帝國大廈位於美國紐約市曼哈頓的中城南區，座落於第五大道西側，介於南側的第33街（曼哈頓）與北側的34街之間。大樓租戶從第五大道350號進入大樓內部的裝飾藝術風格大廳，而參觀觀景台的訪客則從西34街20號進入；在2018年8月之前，參觀者亦使用第五大道入口。
儘管地理上位於中城南區， 該區屬於住宅與商業混合區域， 但帝國大廈本身規模龐大，擁有獨立的郵遞區號10118； 截至2012年，紐約市中共有43棟建築物擁有自己的郵遞區號。
帝國大廈周邊地區亦為其他重要地標所在地，包括第六大道與第34街交會處的梅西百貨先鋒廣場店，以及介於麥迪遜大道與第六大道之間的第32街上的韓國城 (曼哈頓)。 帝國大廈東側為默里山，該地區融合了住宅、商業與娛樂用途。 東北側街廓則為B·奧特曼公司大樓，現為紐約城市大學的纽约市立大学研究生中心所在地。
距離帝國大廈最近的紐約地鐵車站為西側一街區處的第34街—先鋒廣場車站，以及東側兩街區處的第33街車站（IRT列克星敦大道線）；此外，在第33街與第六大道交會處設有港務局過哈德遜鐵路的33街車站 (PATH)。

## 建築設計
帝國大廈由什里夫、蘭姆和哈蒙建築公司設計，採用紐約市裝飾藝術建築風格。 大廈本體高1,250英尺（381米），至第102層樓；若計入尖塔，總高度達1,453英尺89⁄16英寸（443.092），其中尖塔部分高203-英尺（61.9-）。 這是全球首座樓層數超過100層的建築， 不過其中僅前86層為可用樓層。第1至85層包含2.158 × 106平方英尺（200,500平方）的商業與辦公空間，第86層則設有觀景台。 此外，塔尖部分由16層結構構成，最頂端的第102層同樣為觀景台，其下多數樓層未設使用空間，主要作為機械設施用途。 至於第102層以上的203英尺（61.9米）尖塔，則主要裝設廣播天線，其最上方設有避雷針。

### 形式

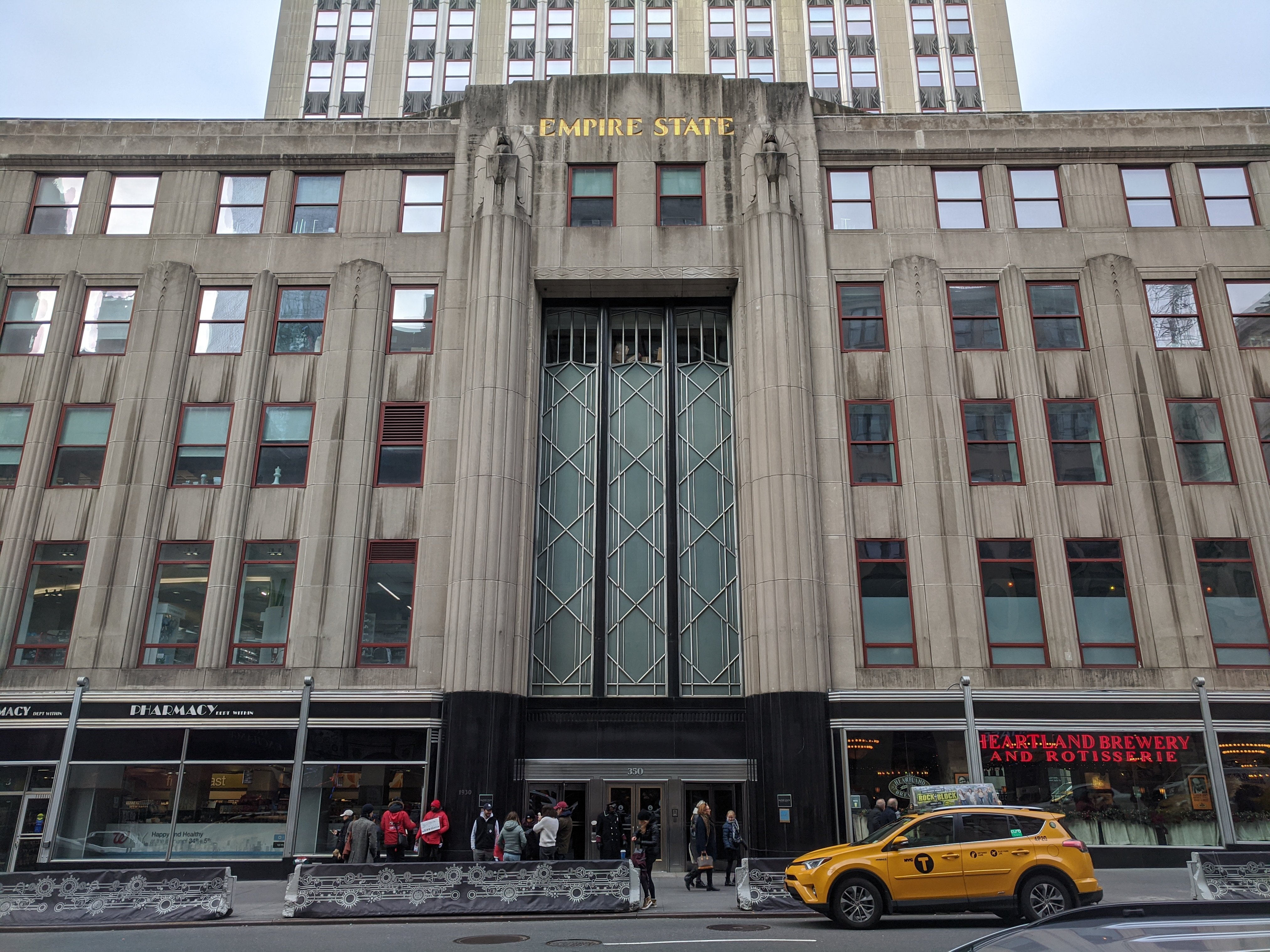
第五大道所見的五層基座，中央為主入口。塔身自基座上方明顯退縮設計。

帝國大廈的體量設計呈對稱布局，這主要得益於其建築基地面積廣闊，且基座相對較低。整體建築可分為三個橫向構成單元：基座、塔身（軸部）與頂部，類似於古典建築中柱式構造的組成方式。 建築物的基座高達五層，覆蓋整個基地範圍，而上方的81層塔身則從基座大幅退縮後升起。Stern, Gilmartin & Mellins 1987，第612頁 第5層以上的建築在各側均有最多60英尺（18）的退縮。 上層樓層亦設有多處較小退縮，使高樓層空間得以獲得陽光照射，同時減少地面噪音干擾。 這些退縮位於第21、25、30、72、81與85層， 並與電梯井頂部相對應，使室內空間的最大深度不超過28英尺（8.5） 。
這些退縮設計是為遵循1916年紐約市分區決議的規定，該法規旨在確保陽光能夠照射至街道。 根據當時法規，帝國大廈若依基地面積建設，在第五大道僅可興建12層樓，於第33與34街側則可達17層即須退縮。然而，主要退縮集中於基座之上，使塔身能維持一致的輪廓與形狀。 根據建築評論家羅伯特·A·M·斯特恩的觀察，帝國大廈的設計形式與八個街區以北、同樣採用裝飾藝術風格的第五大道500號形成對比，後者因基地面積較小而採用不對稱體量。

### 立面
帝國大廈採用裝飾藝術風格立面，是第二次世界大戰前紐約市建築的典型風貌。外牆鋪設來自印第安納石灰岩公司所製的印第安納石灰岩板材， 石材來自美國印第安納州中南部的採石場， 這些材料為大廈賦予標誌性的金黃色外觀。根據官方資料，大廈立面共使用約200,000立方英尺（5,700立方）的石灰岩與花崗岩、千萬塊磚，以及約730短噸（650長噸）的鋁與不鏽鋼。 此外，建築設有共6,514面窗戶。 建築立面裝飾以幾何圖案為主，與早期常見的敘事性裝飾風格形成對比。

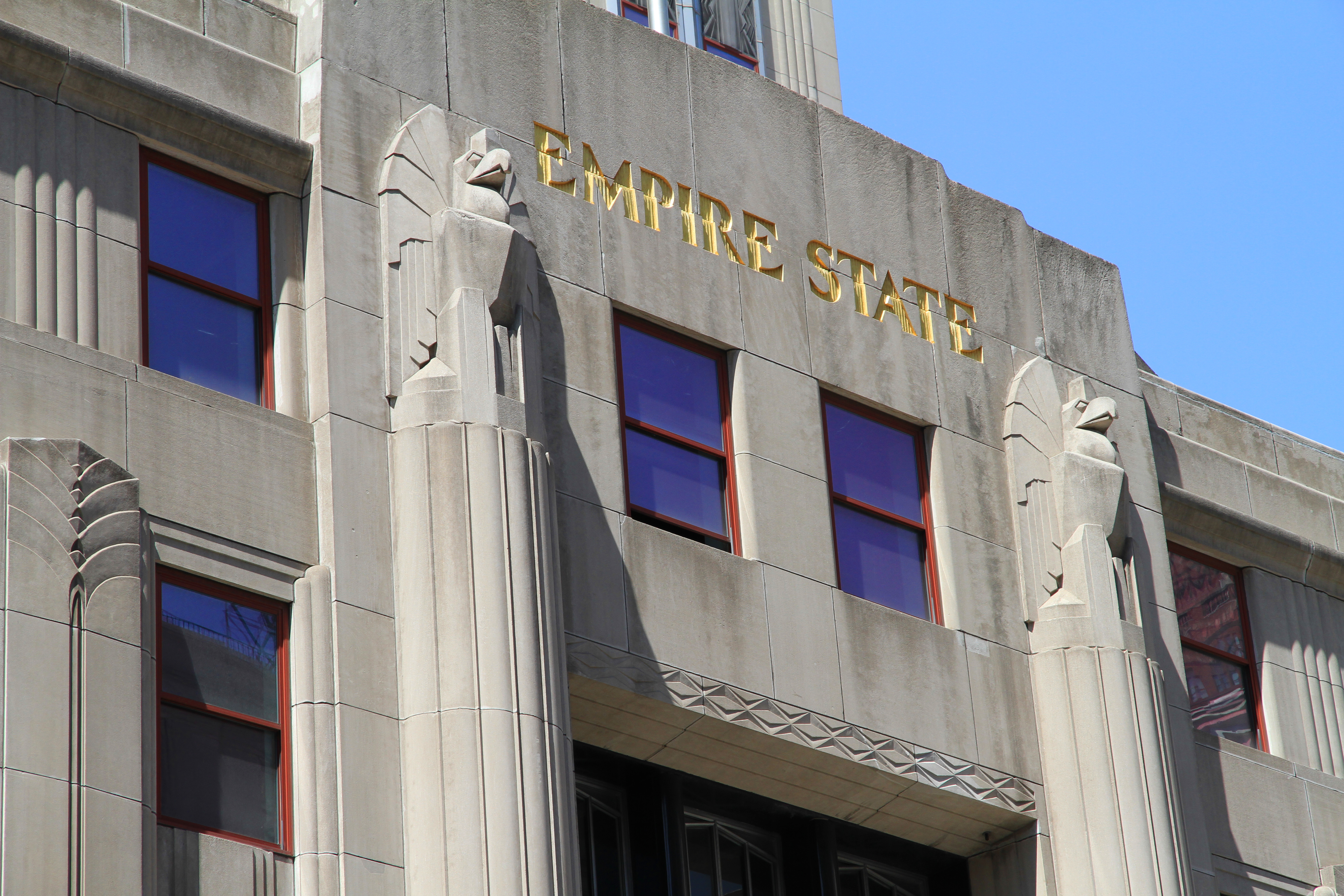
第五大道入口上方的一對混凝土雕刻老鷹

主入口位於第五大道立面中央，由三組金屬門構成，兩側是帶有模塑線條的柱墩，上方則裝飾有雕刻老鷹。門上設有一扇三層樓高的橫樑窗（transom），內部帶有幾何圖案，其上方為第五層樓窗戶上方的金色「Empire State」字樣。 第33街與第34街立面各設有兩個入口，入口上方為突出的現代風格不鏽鋼雨篷。這些次要入口的上方設有三聯窗，設計較第五大道主入口簡潔。
一樓的店面使用鋁框門窗，外牆則覆以黑色花崗岩。 二至四樓設有交錯排列的窗戶、寬石柱（pier）與較窄的石質立柱（mullion）。第五層樓的窗戶亦以寬窄立柱交錯配置，並以一道水平石質窗台作為收尾。
塔樓部分的外牆在每一立面被劃分為數個垂直開間（bay），窗戶微微凸出於石灰岩牆面。每層開間可見單扇、雙扇或三扇窗的配置。 各開間之間以窄柱與寬柱交錯排列，這項設計可能受到同期《每日新聞大樓》的影響。 每個開間內的窗戶由垂直的鎳鉻鋼立柱分隔，並以水平的鋁質窗間牆（spandrel）橫向連接各層。 窗戶鑲嵌於不鏽鋼框中，節省了石材包框所需的施工成本；此外，鋁製窗間牆的使用也省去了石材交錯砌縫（cross-bonding）的需求。

#### 照明系統
大廈頂部最初設有白色探照燈，於1932年11月首次啟用，用以慶祝羅斯福在當年總統大選中擊敗胡佛。 該組探照燈於1956年被四盞稱為「自由之光」的照明設備所取代。 1964年2月，大廈在第72層增設泛光燈，以夜間照亮頂部，使其能於當年舉辦的世界博覽會期間被遠距觀察。 然而，因應1970年代的能源危機，這些燈光自1973年11月起暫停使用，直至1974年7月才重新啟用。
1976年，企業家道格拉斯·李伊建議業主韋恩與赫姆斯利安裝204盞金屬鹵化物燈，其亮度為原先1,000瓦白熾燈的四倍。 新的紅、白、藍三色金屬鹵化物燈於同年7月、值美國建國兩百周年前夕正式啟用。 活動結束後，赫姆斯利決定保留這些新燈具，因為其年維護成本僅約116美元。
自1977年10月12日起，大樓的尖頂便會根據節慶與節日點亮不同的燈光顏色。 組織可透過大樓官方網站提出申請。 當紐約市的體育隊伍舉行主場比賽時，大樓亦會以其代表色點燈，例如為紐約尼克點上橙、藍與白色燈光，為紐約遊騎兵點上紅、白與藍色燈光。 此尖頂亦會為各類事件進行紀念性點燈，如災難、週年、名人辭世，或慶典活動如紐約同志遊行與萬聖節。1998年，歌手法蘭克·辛納屈去世後，大樓以藍光致敬其「藍眼人」的暱稱。
在九一一襲擊事件後，大樓數月間持續以紅、白、藍三色點亮。 2012年1月13日，大樓以紅、橙與黃色燈光紀念NBC新聞節目《今日秀》開播60週年。 籃球員科比·布莱恩特於2020年1月逝世後，大樓改以其母隊洛杉磯湖人的代表色——紫色與金色點燈致敬。演員詹姆斯·厄爾·瓊斯於2024年9月9日逝世後當晚，大樓以其代表角色達斯·維達的造型燈光致敬。
除了點燈之外，帝國大廈外牆也可用於沉浸式視覺投影。2022年5月，該大樓與Netflix合作，為慶祝《怪奇物語》第四季回歸，在建築外牆投影出「顛倒世界」的景象。
2012年，帝國大廈將原有約 400 盞金屬鹵化物燈與泛光燈汰換為 1,200 組 LED 燈具，使可顯示顏色從原本的 9 種提升至逾 1,600 萬種。 憑藉電腦控制系統，LED 能夠實現過去以塑膠濾光片難以達成的燈光效果。
例如於2012年美國總統選舉期間，CNN將大樓尖頂用作選情計分板，以紅、藍燈分別代表美國共和黨與美國民主黨所獲選舉人票數。 同年11月26日，帝國大廈舉辦首場同步燈光音樂秀，搭配歌手艾莉西亚·凯斯的作品。 此後，包括Eminem及共和世代等藝人皆曾參與燈光表演，特別是在年度「節日音樂燈光秀」中。
帝國大廈業主對燈光使用設有嚴格規範，例如禁止用於商業廣告。

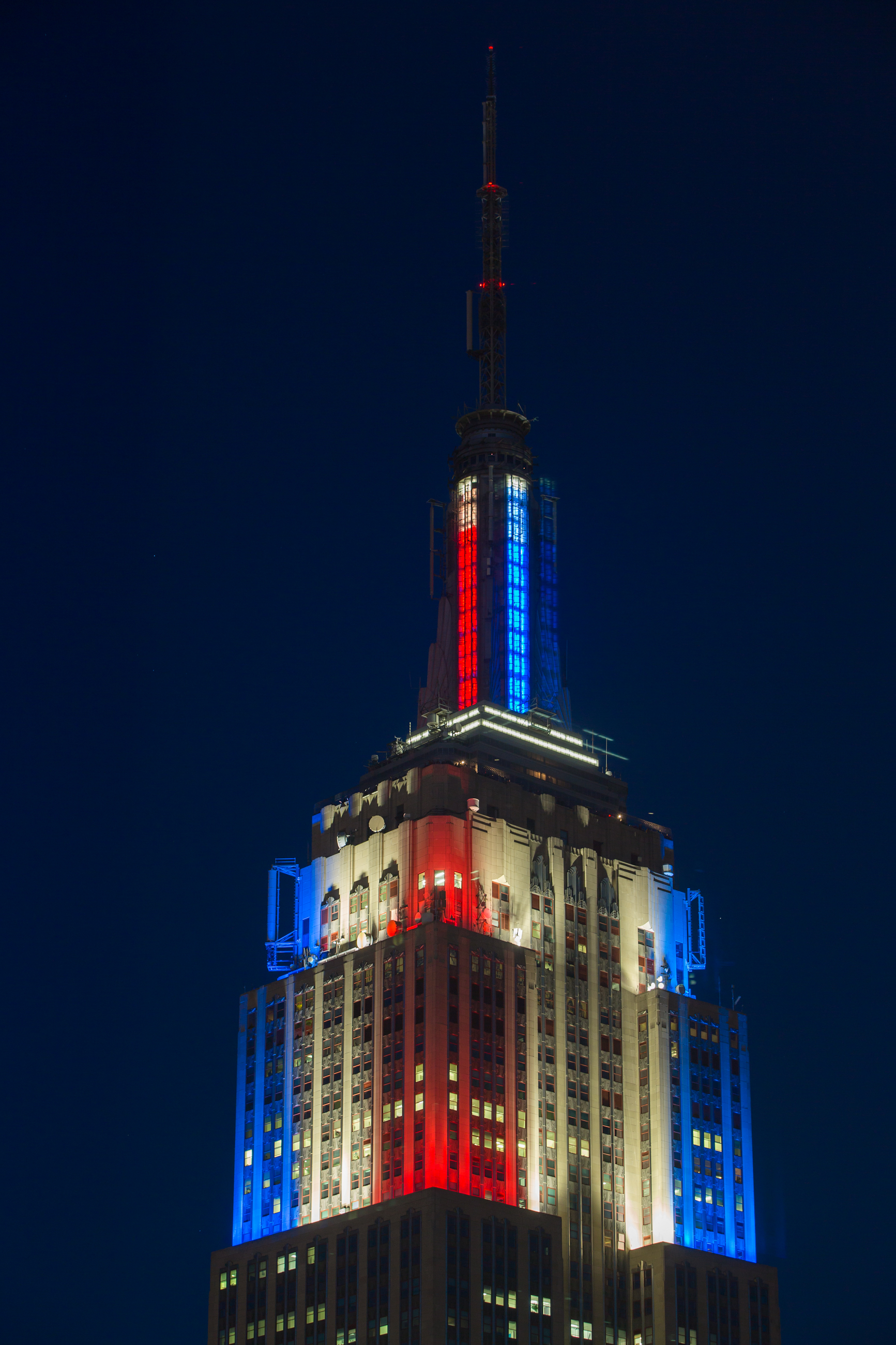
每年6月「骄傲月」期間，大樓皆以彩虹燈光照明，象徵{彩虹旗，如圖中2015年影像所示

### 內部結構

多處電梯大廳之一

根據官方資料，帝國大廈的重量為365,000短噸（331,000公噸），內部體積達37 × 106立方英尺（1,000,000立方）。建築內部共使用了1,172英里（1,886）的電梯鋼纜與2 × 106英尺（610,000）的電線。總樓面面積為2,768,591 sq ft（257,211 m2），其中基地的每層樓面積約為2 acre（0.81 ha）。 大樓可容納約20,000名租戶與15,000名訪客。
該建築採用鉚接鋼骨結構，其設計初衷是為了承受全部的重力與風荷載。 相較於其他摩天大樓，帝國大廈所使用的材料總量更為可觀，使其結構特別堅固，結構剛性達42磅力每平方英寸（2.0千帕斯卡）；作為對比，韋萊集團大廈為33磅力每平方英寸（1.6千帕斯卡），約翰·漢考克中心則為26磅力每平方英寸（1.2千帕斯卡）。 《Popular Mechanics》於1930年12月的報導指出，即便遭受50短噸（45長噸）的撞擊，該建築依然能保持穩固不倒。
建築的各項管線集中布置於中央豎井中。 從第6層至第86層，中央豎井由四面主走廊所環繞。 根據最終規劃，走廊外圍設有28英尺（8.5）深的辦公空間，在空調尚未普及的年代，此一配置有效提升了樓層的可用面積。 每層樓設有210根結構柱，以確保建築的穩定性，但也對樓層內部的開放空間造成一定限制。 帝國大廈的石材使用比例相對較低，其石材與建築體積的比值為1:200，而同類型建築則多為1:50。

#### 大廳

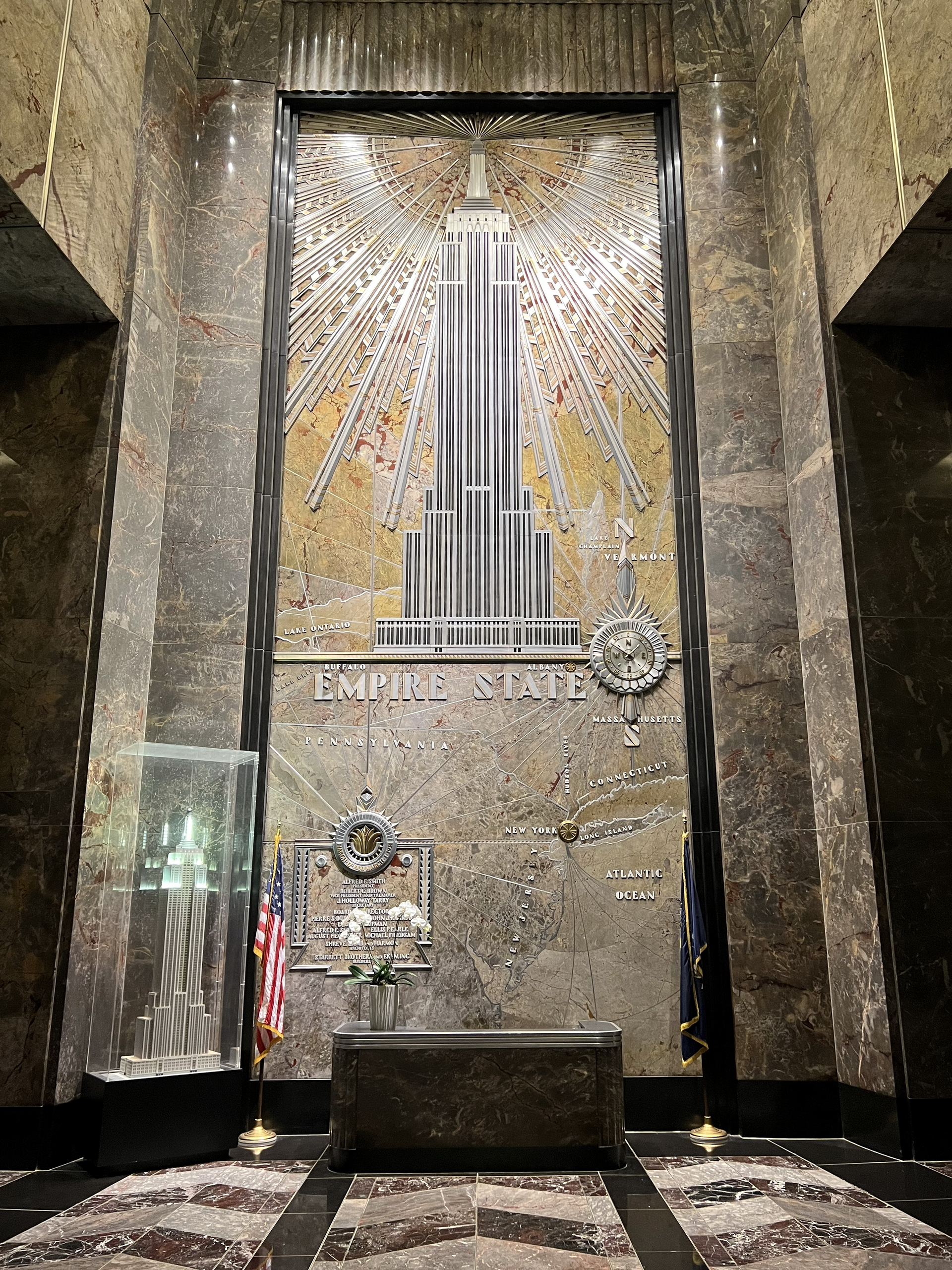
第五大道大廳

原始主大廳可由大樓東側的第五大道進入，是建築中唯一具有敘事性主題設計的區域。 出入口由一組雙扇門與兩側的旋轉門組成，每扇門頂皆裝飾有青銅圖案，象徵構築大樓的三種「工藝與產業」：電力、磚石與暖氣。
這座三層樓高的大廳呈東西向延伸，與33街及34街平行。 大廳內部鋪設兩種大理石：下部為深色大理石壁腳板，上部則為淺色大理石；地板則以鋸齒狀的水磨石圖案鋪設，由東向西延展。大廳南北兩側設有商店，入口由深色圓形大理石柱圍框，上方飾以垂直凹槽裝飾。 在1960年代以前，大廳旁曾有一家瓏驤餐廳，牆上懸掛著六幅由維諾德·瑞斯創作的橢圓形壁畫；餐廳關閉後，這些壁畫被移至儲藏保存。
北牆與南牆西端設有通往夾層的電扶梯。 大廳西端，警衛櫃檯後方，設有一幅鋁製浮雕，描繪原始設計（不含天線）的帝國大廈外觀。 此浮雕意在營造迎賓氣氛， 其中建築輪廓以凸起形式呈現，尖頂放射出光芒，背景為紐約州地圖，建築位置以東南角「獎章」標示。右下角為羅盤，左下角則嵌有一塊刻有主要開發者姓名的銘牌。 此外，保全櫃檯南側亦設有大廈比例模型。

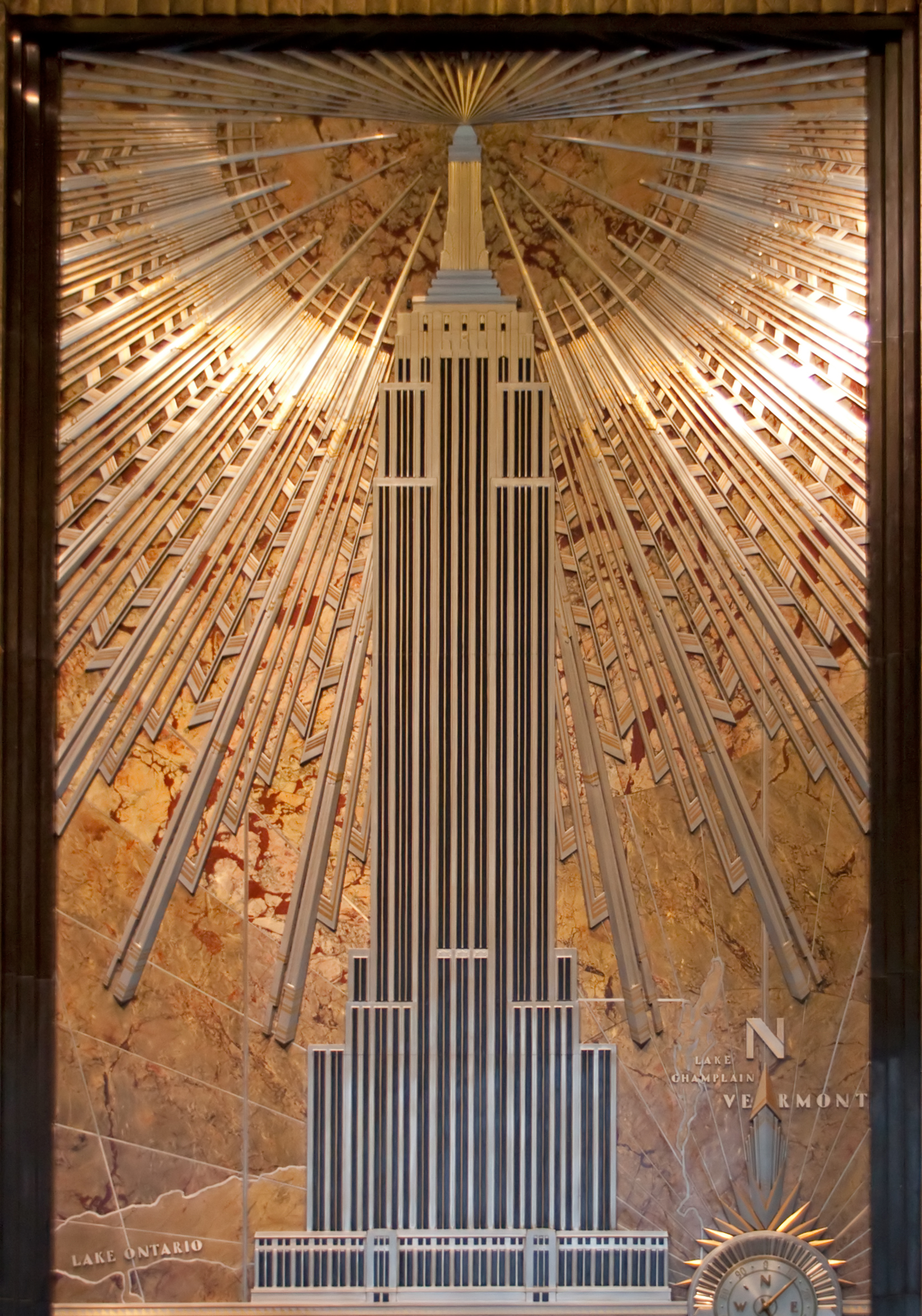
建築物的鋁製浮雕

大廳西端的銘牌位於一條一層樓高、矩形設計的內部走廊的東側牆面上，該走廊環繞著自動扶梯區域，其設計與主大廳相似。 該矩形走廊實際上由北側與南側的兩條長走廊構成，並由東側一條較短的走廊與西側另一條長走廊所圍合。 在北側與南側走廊的兩端之間，分別設有一組由四部低層電梯組成的電梯群。 該電梯群走廊的西側延伸至北邊的第34街入口與南邊的第33街入口，與三間大型商舖相鄰，並通往通往二樓與地下室的自動扶梯（原為樓梯）。從西向東，北側與南側走廊上分別設有通往第34街與第33街的次要入口。 第33街與第34街的側門入口通向圍繞電梯核心的雙層高走廊，在夾層樓層上由不鏽鋼與玻璃構成的封閉式天橋橫跨連接。
直到1960年代，大廳天花板上裝設了一幅受天空與機械時代啟發的裝飾藝術風格壁畫。 該壁畫由藝術家萊夫·尼安德羅斯（Leif Neandross）設計，後因損壞被移除，並以複製品取代。2009年，大廳進行整修工程，內容包括將位於第五大道大廳資訊台上方的時鐘更換為風速計，並安裝兩盞原本計畫於開幕時使用的吊燈，使大廳恢復昔日氣勢。 大廈北側走廊曾展示由羅伊·斯帕基亞（Roy Sparkia）與蕾妮·內莫羅夫（Renée Nemorov）於1963年創作的八幅發光面板，作為1964年世界博覽會的一部分，將帝國大廈與傳統七大奇蹟並列，稱其為世界第八大奇迹。 此外，業主曾在地下通道層安裝紐約藝術家Kysa Johnson的多幅畫作，但她於2014年1月根據視覺藝術家權利法案，對這些畫作遭毀損及其聲譽受損提起聯邦訴訟。 作為2010年整修的一部分，藝術家丹尼斯·阿姆斯於大廳創作了一件作品，包含15,000顆星星與5,000個圓形，呈現在一幅尺寸為13乘5-英尺（4.0乘1.5-）的蝕刻玻璃裝置藝術上。

#### 電梯
帝國大廈共設有73部電梯，包括服務用電梯在內。 原有的64部電梯由奧的斯電梯公司製造，安裝於中央核心區，電梯高度不一，其中最高者可直接從大廳直達第80層。 根據原始設計，有四部「快線」電梯連接大廳、第80層及部分中途樓層；其餘60部「區間」電梯則負責中途樓層與上方樓層間的運輸。 在64部電梯中，有58部為乘客電梯（包括4部快線與54部區間電梯），另有8部為貨運電梯。 當時電梯設計速度為1,200英尺每分鐘（370每分鐘），但由於市法規限制，實際運行速度為700英尺每分鐘（210每分鐘），該限制於大廈啟用後不久即被取消。
此外，還有數部電梯連接第80層至其上六層，因這六層是在原核准的80層後增建。 這些電梯在2011年前仍為機械操作，隨著耗資5.5億美元的整修工程，已全面更換為自動電梯。 另外，有一部電梯連接第86層與第102層觀景台，遊客在通過票務掃描後即可搭乘此電梯前往頂層觀景台；該電梯同時供員工使用，以進入第87至101層之間的機械樓層。

#### 觀景台

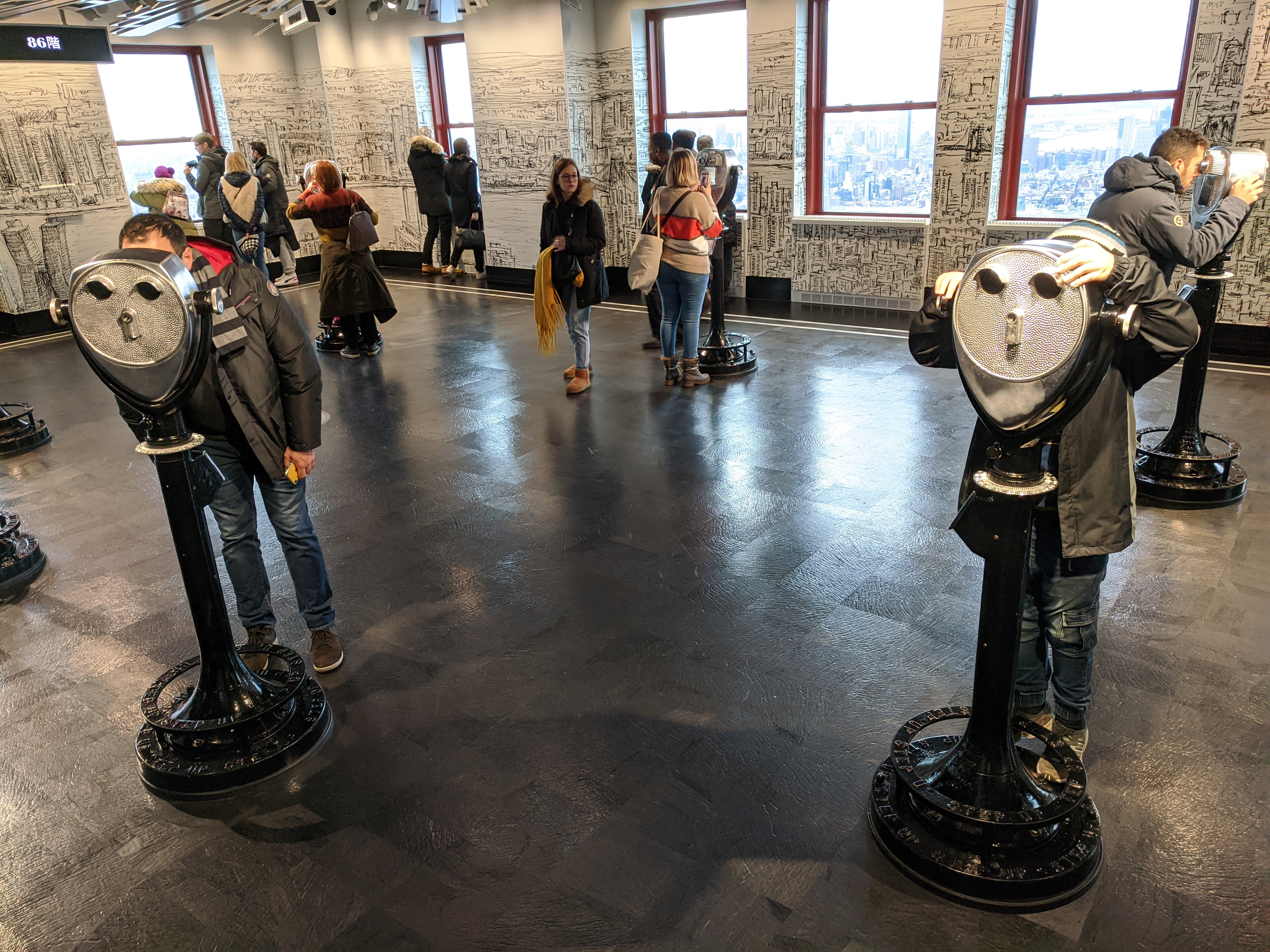
80樓觀景台

帝國大廈的第80、86和102樓設有觀景台。 後兩者在2010年合計平均每年吸引約四百萬訪客。
自開放以來，這些觀景台的受歡迎程度超越了康卡斯特大厦、克萊斯勒大廈、世界貿易中心一號大樓及伍爾沃斯大樓的觀景台，儘管票價較高。觀景台採用動態票價制度，價格會根據需求與時間調整。 大多數票券可讓遊客進入86樓觀景台，但前往102樓則需額外付費。其他票種包括預約日出時段、VIP導覽，以及當日可兩次進出的AM/PM套票。
第86樓觀景台包括封閉式觀景廳與露天觀景區，全年無休，不受天氣影響。102樓觀景台則完全封閉且較小。由於容量限制與排隊長時間，102樓觀景台曾於1990年代末關閉至2005年。
觀景台於1979年中期進行重新設計。
102樓觀景台於2019年再次改造，將窗戶延伸至天花板並擴大空間。
2019年開放的80樓觀景台內設有多項展覽，並有英國藝術家史蒂芬·威爾特希爾繪製的天際線壁畫。此次改造期間亦新增一個多媒體互動博物館，設有多項關於帝國大廈歷史的互動展覽。約10,000 sq ft（930 m2）的「觀景體驗」設計靈感來自帝國大廈最初的設計方案與規劃。
根據2010年由Concierge.com發表的報告，進入觀景台的排隊動線共有五條隊伍：人行道隊伍、大廳電梯隊伍、購票隊伍、第二部電梯隊伍，以及從電梯出來走向觀景台的隊伍。
2016年，紐約市官方旅遊網站指出，帝國大廈共有三條隊伍：安檢隊伍、購票隊伍，以及搭乘第二部電梯的隊伍。2019年整修完成後，為簡化排隊流程並縮短等待時間，遊客從位於34街的單一入口進入，途中經過約10,000-平方英尺（930-平方）的展覽空間，接著搭乘電梯前往觀景台。旅客可選擇多種票券組合，其中包含全程免排隊的套票。 帝國大廈觀景台的票券收入相當可觀，有些年份甚至超越辦公室空間出租的收益。

#### 紐約空中遊
1994年初，帝國大廈2樓增設了一項動態模擬器遊樂設施，作為觀景台的輔助體驗。最初的影片長約25分鐘，模擬飛行約8分鐘。
此設施曾有兩個版本。原版從1994年運行至約2002年，由詹姆斯·督漢飾演的《星際迷航》「蒙哥馬利·史考蒂」機師主持，劇情中飛機在暴風雨中失控，並以幽默方式呈現。911事件後，此遊樂設施關閉。
更新版於2002年中推出，由演員凱文·貝肯擔任機師，飛行同樣失控。新版較舊版更偏向提供資訊，而非純娛樂，並包含911事件的相關內容。此模擬器評價不一，有評論稱其「很棒」、也有說「還行」甚至「俗套」。

### 尖塔

#### 102樓以上（飛艇停靠站）
大樓的最後階段是安裝一個空心的桅杆，一根長約158-英尺（48-）的鋼製軸心，位於86樓之上，內設電梯與設備管線。 帝國大廈的尖塔最初規劃作為齊柏林飛船與其他飛艇的繫泊桅杆，但因強風因素使此計劃無法實現而作罷。 尖塔頂端設有錐形屋頂及102樓的停靠站。 電梯會從86樓的售票處垂直上升約167英尺（51），到達寬約33-英尺（10-）的101樓候機室。 旅客再由樓梯通往102樓，從該處搭乘飛艇。 飛艇理論上會停靠於相當於大樓106樓高度的尖塔上。
現存的桅杆結構由四個長方形層級組成，頂端為圓柱形軸心，帶錐形尖頂。 102樓（原為101樓）設有一扇門，內有通往103樓（原102樓）的樓梯。該頂層原計劃作為飛艇停靠站，現用於安置電氣設備，並設有戶外陽台。 該樓層一般不對外開放，但名人與貴賓可獲准入內拍照。 一組樓梯與梯子可通往尖塔頂端，由維修人員使用。 2015年，桅杆上的480扇窗戶全部更換。 桅杆同時也是大樓廣播天線的基座。
為了宣傳，有時會在尖塔安裝充氣物。例如1983年為慶祝《金剛》角色誕生50週年，在尖塔懸掛一個金剛氣球， 2024年則為宣傳影集《龍族前傳》，在尖塔放置了一隻270英尺長的充氣龍。

#### 廣播站

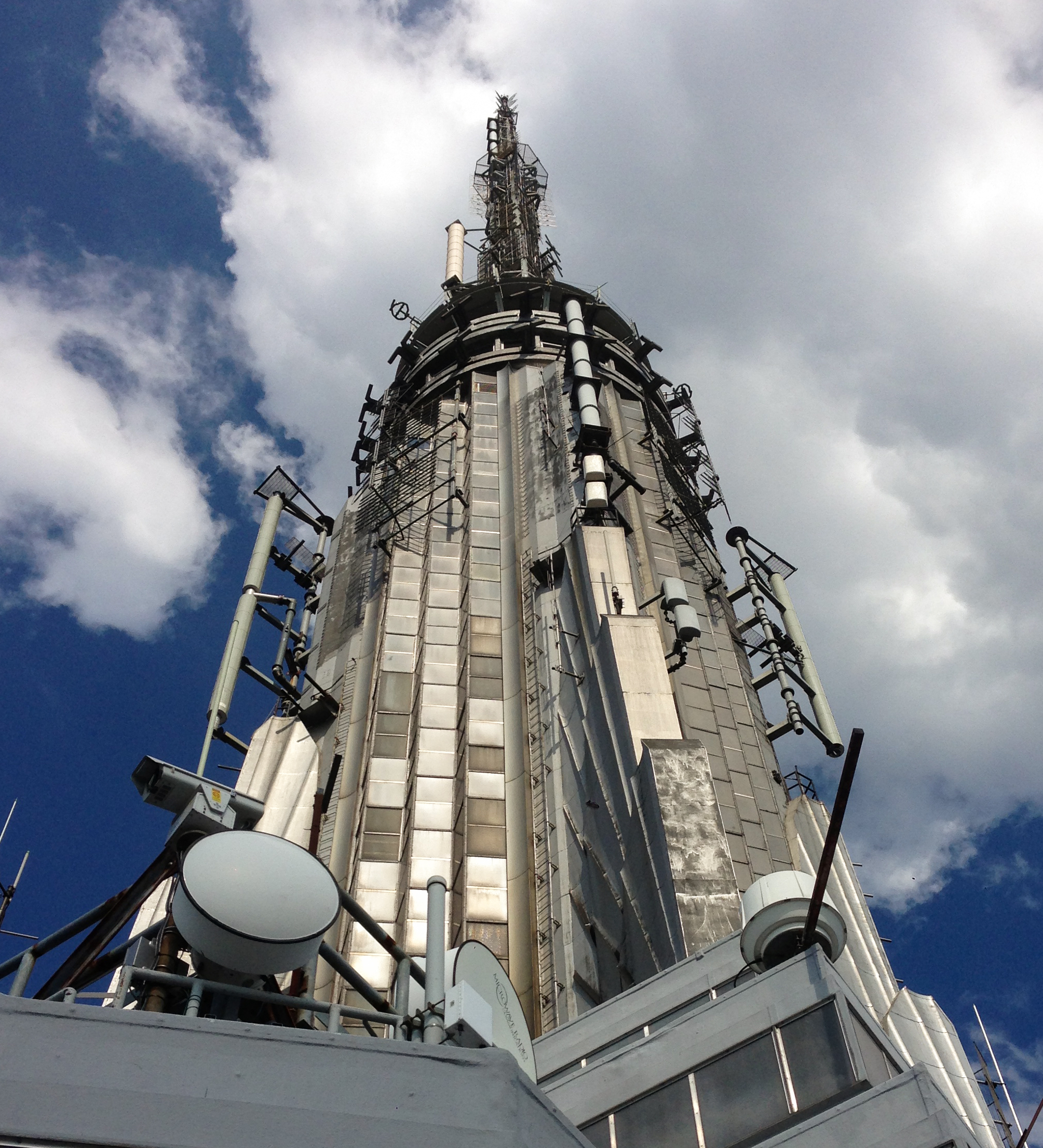
帝國大廈頂部設置的廣播天線

帝國大廈於1931年12月22日開始提供廣播服務，當時NBC與RCA在大樓桅杆頂端架設了一組小型天線，進行實驗性電視播送，使用兩台獨立的發射機分別傳送視訊與音訊訊號。兩家公司承租了85樓，並在該處設置實驗室。
1934年，埃德温·霍华德·阿姆斯特朗加入RCA，合作測試他所開發的調頻（FM）系統，並利用帝國大廈的天線進行實驗。 這套設備包含了全球第一台調頻發射機， 但由於RCA與Armstrong之間的爭議，合作於隔年10月終止。 主要原因是NBC希望在Armstrong的發射機所在房間增設更多電視設備。
隨後，85樓成為RCA紐約電視台的營運基地，最初為實驗性電視台W2XBS頻道1，1941年後改為商業電視台WNBT頻道1（即現今的WNBC頻道4）。NBC的FM電台W2XDG則於1940年開始使用該天線播送。 NBC獨占使用帝國大廈頂層直到1950年，當時聯邦通訊委員會下令終止其獨占權，原因是消費者抱怨七家紐約地區電視台必須共用同一個發射點，造成接收天線需頻繁調整。其他電視台隨後陸續進駐81至83樓，並通常與姊妹FM電台共用設備。 1950年7月27日開始建造專用廣播塔，1951年開始進行電視與FM播送，1953年完成約200-英尺（60-）高的廣播塔。 自1951年起，六家廣播業者合計每年支付60萬美元租用天線。 1965年，在103樓觀景區周圍增設一組FM天線，作為主天線使用。
帝國大廈的廣播站配置問題，在1960年代末至1970年代初世貿中心興建期間成為爭議焦點。由於雙塔更高的高度會反射帝國大廈發射的無線電波，造成訊號干擾，部分廣播業者選擇搬遷至新建的世貿中心，而非對開發商紐約與新澤西港務局提起訴訟。 雖然帝國大廈上九家廣播站的租約有效期至1984年，但多數業者在1971年世貿中心雙塔完工後即遷往該處。法院命令港務局於北塔設置桅杆與傳輸設備，並持續支付帝國大廈的租約費用至1984年。 只有少數業者續租帝國大廈的空間。
2001年的九一一襲擊事件摧毀了世貿中心及其頂部的廣播中心，導致大多數紐約市的廣播站失去發射器，於十天內被迫臨時依靠位於新澤西州阿爾派恩的阿姆斯壯塔啟用發射設備。 至2001年10月，市內幾乎所有商業電視與FM廣播站皆恢復從帝國大廈頂端發射。美國國會針對由類比電視向數位電視過渡所作的調查報告指出，帝國大廈的廣播站位置因附近建築物干擾被視為問題，而當時的雙塔周圍幾乎無同等高度的建築，訊號干擾較少。 2003年，部分FM電台搬遷至鄰近的康泰納仕大廈，以減少帝國大廈的廣播站密度。 同年5月，已有11家電視台和22家FM電台簽署15年租約進駐帝國大廈，並預期將在貝永或總督島興建更高的廣播塔，帝國大廈則作為訊號較弱時的備用發射站。 隨著2000年代末至2010年代初世界貿易中心一號大樓完工，一些電視台陸續將發射設備搬往該處。
截至截至2021年，帝國大廈的廣播台包括：
- 電視台：WABC-7（英语：WABC-TV）、WPIX-11（英语：WPIX）、WXTV-41 Paterson（英语：WXTV-DT）、WFUT-68 Newark（英语：WFUT-DT）
- FM廣播：WINS-92.3（英语：WINS-FM）、WPAT-93.1 Paterson（英语：WPAT-FM）、WNYC-93.9（英语：WNYC-FM）、WPLJ-95.5（英语：WPLJ）、WXNY-96.3（英语：WXNY-FM）、WQHT-97.1（英语：WQHT）、WSKQ-97.9（英语：WSKQ-FM）、WEPN-98.7（英语：WEPN-FM）、WHTZ-100.3 Newark（英语：WHTZ）、WCBS-101.1（英语：WCBS-FM）、WFAN-101.9（英语：WFAN-FM）、WNEW-FM-102.7（英语：WNEW-FM）、WKTU-103.5 Lake Success（英语：WKTU）、WAXQ-104.3（英语：WAXQ）、WWPR-105.1（英语：WWPR-FM）、WQXR-105.9 Newark（英语：WQXR-FM）、WLTW-106.7（英语：WLTW）、WBLS-107.5（英语：WBLS）
- NOAA氣象廣播電台（英语：NOAA Weather Radio）站KWO35，頻率162.550 MHz，由國家氣象局在紐約厄普頓（英语：Upton, New York）播送。[161]

### 歷史
帝國大廈的所在地點，先前由約翰·雅各布·阿斯特及其著名的阿斯特家族自1820年代中期起即掌控。 1893年，約翰·雅各布·阿斯特長子的孫子威廉·沃爾多夫·阿斯特在此地開設了華爾道夫飯店。 四年後，他的堂兄約翰·雅各布·阿斯特四世在鄰近地點開設了16層樓的阿斯托利亞飯店。 這兩部分合稱為華爾道夫-阿斯托利亞飯店 (1893–1929)，擁有1300間客房，當時為世界最大飯店。 1918年初，創始業主喬治·博爾特逝世後，飯店租約被托馬斯·科爾曼·杜邦購得。
至1920年代，舊華爾道夫-阿斯托利亞飯店逐漸過時，紐約的高級社交生活多已北移。 許多商店亦已開設於34街以北的第五大道。 阿斯特家族決定於公園大道興建新飯店作為替代， 並於1928年以1400萬至1600萬美元將飯店出售給伯利恆工程公司。 舊飯店於1929年5月3日關閉。

### 規劃

#### 早期計畫

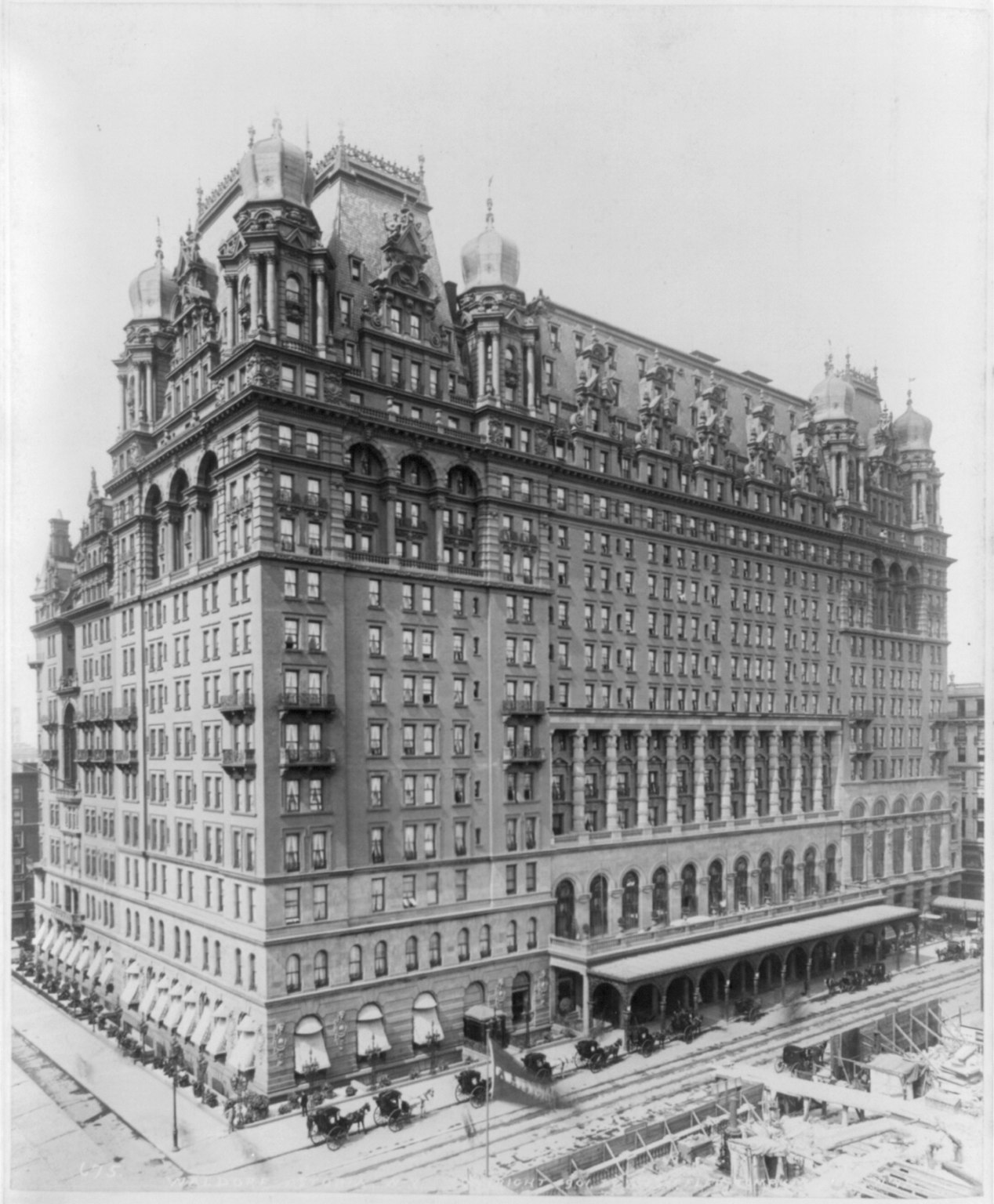
1901年時的華爾道夫-阿斯托利亞飯店 (1893–1929)

伯利恆工程公司原本打算在華爾道夫-阿斯托利亞飯店舊址興建一棟25層的辦公大樓。公司總裁佛洛伊德·D·布朗（Floyd De L. Brown）支付了啟動建設所需100萬美元訂金中的10萬美元，並承諾稍後支付剩餘款項。 布朗向銀行貸款90萬美元，但未能償還貸款而違約。
布朗未能取得進一步資金後，土地轉賣給由富豪組成的「帝國大廈股份有限公司」（Empire State Inc.），成員包括路易斯·G·考夫曼、埃利斯·P·厄爾、約翰·J·拉斯科布、杜邦家族的科爾曼·杜邦與皮埃爾·S·杜邦。 其名稱源自「帝國州」紐約州的綽號。 前紐約州州長及美國總統候選人阿爾弗雷德·E·史密斯（其1928年總統競選由拉斯科布經營）被任命為公司負責人。 該集團亦購入附近土地以取得建築基地所需的約2英畝（約8100平方米）用地，總面積寬約425英尺（約130米）、長約200英尺（約61米）。 「帝國大廈股份有限公司」於1929年8月對外公開。 同時，史密斯宣布將在該地興建一座80層樓高的建築，將高於當時任何其他建築。
帝國大廈股份有限公司聘請了建築師威廉·F·蘭姆，其隸屬於建築師事務所什里夫、蘭姆和哈蒙，負責設計大樓。 蘭姆的初期設計以該事務所先前為雷諾茲大樓（位於北卡羅來納州溫斯頓塞勒姆）所做的設計為基礎。 他也受到雷蒙德·胡德為每日新聞大廈所做設計的啟發，該建築當時亦在興建中。 同時，蘭姆的合夥人里士滿·施瑞夫負責繪製專案需求的「蟲子圖」(bug diagrams)。 根據1916年的分區法規（1916年分區決議），蘭姆必須設計包含多個退縮樓層（建築退縮）的結構，導致下層樓面積大於上層。 因此，大樓的設計是由上而下構思， 使其呈現鉛筆狀外觀。 設計預算為5000萬美元，且要求自施工開始後18個月內完工並投入使用。 設計圖與施工同步進行。鋼構圖紙於1930年1月中旬完成，當時地基工程已進行中。

#### 設計變更

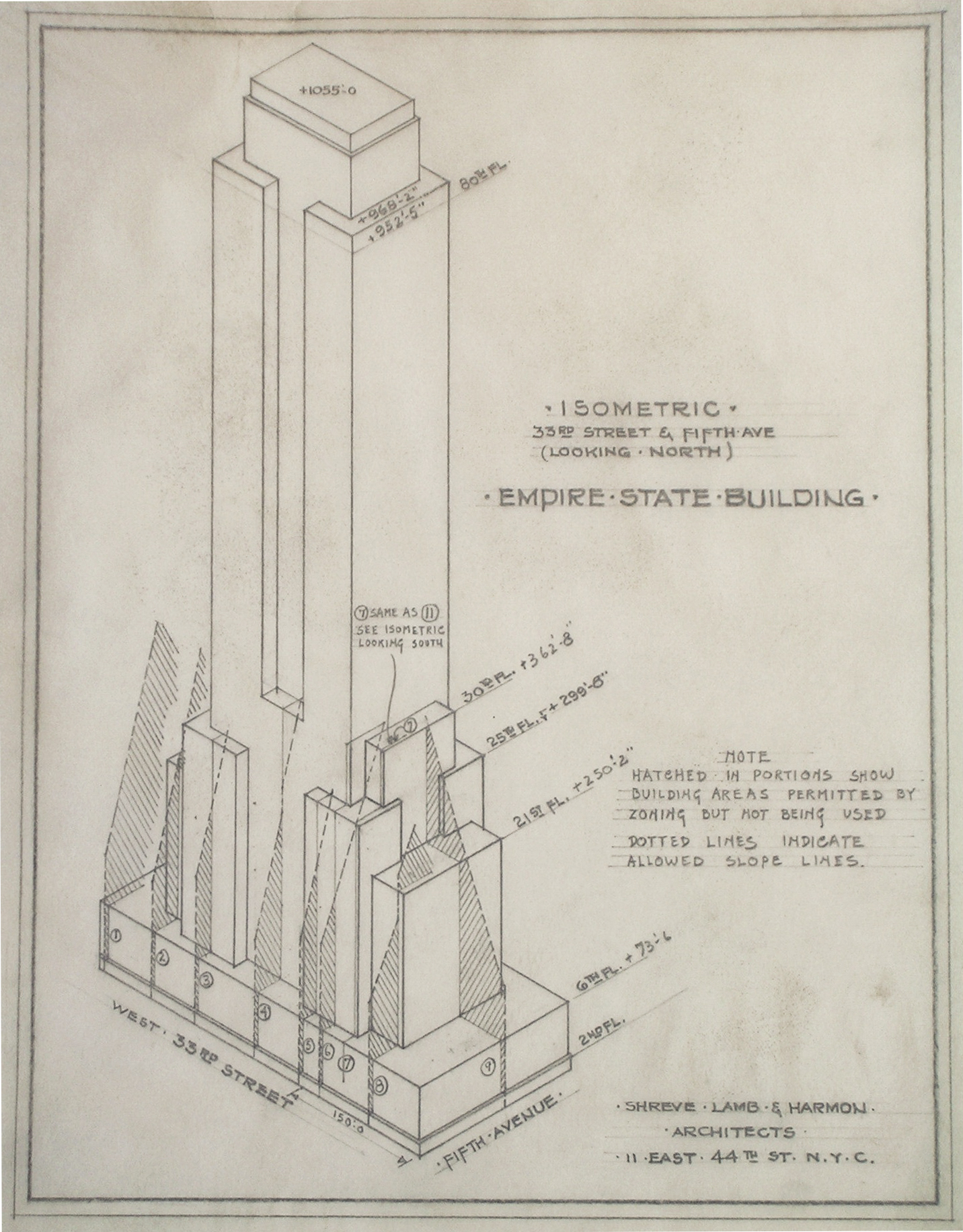
建築高度及可建築區域的建築草圖

大樓原本計劃為50層， 後來增加至60層，再增至80層。 附近建築受到高度限制， 以確保計劃中80層大樓的頂端50層能有無阻擋的視野，建築高度約為1000英尺（約305米）。 《紐約時報》稱讚該地點鄰近大眾運輸}，距離布魯克林-曼哈頓交通公司的34街-先驅廣場車站和哈德遜及曼哈頓鐵路的33街站 (PATH)僅一街區，且距離賓夕法尼亞車站 (1910–1963)兩街區，中央車站最近距離約九街區。此外，其約300萬平方英尺（約27.87萬平方米）的樓面空間位於「世界最繁忙區域之一」附近，亦受到讚譽。 帝國大廈原本計劃作為典型的辦公大樓，但約翰·J·拉斯科布希望能以「更大、更好的方式」來建造。根據建築作家唐納德·J·雷諾茲的說法。在帝國大廈計畫最後確定的同時，紐約正進行激烈的「世界最高建築」競賽。當時位於曼哈頓的華爾街40號大樓（當時稱為曼哈頓銀行大樓）和克萊斯勒大廈都在建設中，競爭該頭銜。 媒體將此稱為「天空之爭」，象徵1920年代美國的樂觀情緒，以及大城市的建築熱潮。 除此之外，至少還有五個建築計畫競爭，但最終只有帝國大廈在1929年華爾街股災後存活。 
1929年4月，華爾街40號高度從840英尺（約256米）修訂為925英尺（約282米），成為世界最高。 1929年10月，克萊斯勒大廈於屋頂加裝185英尺（約56米）的鋼尖頂，使總高度達1046英尺（約319米），大大超越40華爾街大樓。 克萊斯勒大廈開發商沃爾特·克萊斯勒意識到其大樓高度將超過帝國大廈，遂指示建築師威廉·范·阿倫，將原本羅馬式圓頂改為細長鋼製尖塔。 拉斯科布希望帝國大廈能成為世界最高樓，便要求修改設計，增建五層並加設尖塔，但新增樓層須因風壓影響而退縮。 1929年11月18日，史密斯購得27–31西33街地段，將大樓基地寬度增加75英尺（約23米）。
兩天後，史密斯宣布更新後的摩天大樓計畫，包含在86樓屋頂設置觀景台，海拔高度達1050英尺（約320米），高於克萊斯勒大廈71樓的觀景台。
帝國大廈高度為1050英尺（約320公尺），僅比克萊斯勒大廈高出4英尺（約1.2公尺）。拉斯科布擔心克萊斯勒會「耍花招，像是在尖頂裡藏根桿子，然後在最後一刻竄出來。」。1929年12月，設計方案最後一次修改，增設一座16層高、約200英尺（約61公尺）的金屬「皇冠」，以及一根222英尺（約68公尺）高的停泊桅杆，供飛艇停靠使用。此時屋頂高度提升至1250英尺（約381公尺），即使不計天線，也使該大樓成為全球最高建築。 飛艇停靠站的設置，意謂著必須在皇冠下方增建86樓； 不過，與克萊斯勒大廈的尖塔不同，帝國大廈的桅杆具有實際功能。。1929年12月底，在開工前夕對外公布了修訂後的方案。 最終方案是在1930年1月向地產所有者展示方案前一晚，花了兩小時速畫完成的。 《紐約時報》報導尖塔設計面臨一些「技術問題」，但「這在如此新穎的計畫中屬於可預期範圍內」。 當時建築藍圖已經歷過十五版才獲批准。
蘭姆描述最終批准方案的其他規格：
這個計畫很簡單，固定預算，沒有空間距離窗戶到走廊超過28英尺，盡可能多層符合該空間要求，外牆為石灰岩，並且完工日期為1931年5月1日，也就是從草圖開始算起的一年半。

### 建造階段
承包商為斯塔雷特兄弟和伊肯公司，成員包括保羅·斯塔雷特、威廉·A·斯塔雷特與安德魯·J·伊肯。 此工程主要由拉斯科布與皮埃爾·杜邦出資， 由詹姆斯·法利旗下的通用建築供應公司提供建材。 約翰·W·鮑澤擔任建築監督，荷默·G·巴爾科姆則是結構工程師。 緊湊的工期使得即使設計尚未定案，施工仍必須先行開始。

#### 舊飯店拆除
舊華爾道夫-阿斯托利亞飯店於1929年10月1日開始拆除。 拆除過程艱鉅，因該飯店使用比早期建築更堅硬的材料建造。此外，舊飯店所用的花崗岩、木屑以及「鉛、銅、鋅等『貴重』金屬」並不搶手，造成處理困難。 大部分木料被堆置於附近的30街或燒毀於其他沼澤地。舊飯店的其他材料，包括花崗岩與青銅，多數被傾倒於新澤西州桑迪胡克附近的大西洋海域。
拆除舊建築時，拉斯科布已確保建築資金到位。 計畫原擬於1929年稍晚開工，但同年10月24日，紐約證券交易所爆發嚴重且突發的股災，標誌著長達十年的大蕭條開始。儘管經濟急劇衰退，拉斯科布拒絕取消工程，因為工程進度已推進不少。 他本人於前一年已停止股市投機，而史密斯並無股票投資，兩人均未受金融風暴直接影響。 然而，大多數投資人受到嚴重打擊，為此帝國大廈股份有限公司於1929年12月向大都會人壽保險貸款2750萬美元，得以繼續展開建築工程。 華爾街股災導致辦公空間需求大幅萎縮，但拉斯科布與史密斯仍堅持開工， 因為取消工程對投資者的損失更大。

#### 鋼結構

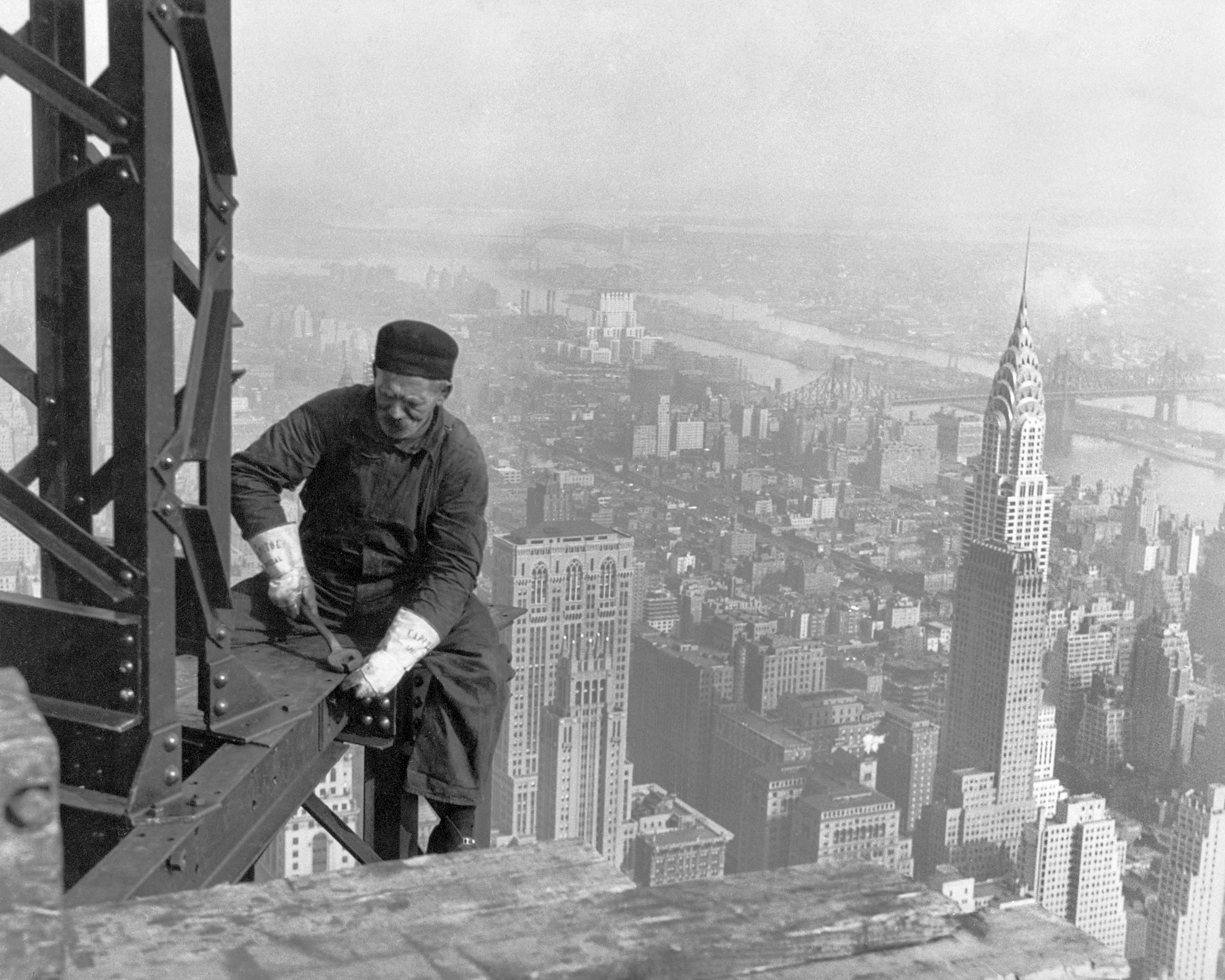
1930年施工期間，一名工人正在用螺栓固定鋼樑；背景可見克萊斯勒大廈。

1930年1月12日，帝國大廈的鋼結構合約正式簽訂， 十天後的1月22日，場地開挖工程開始，當時舊飯店尚未完全拆除。 兩班次輪班制，每班約300名工人，持續挖掘達55英尺（約17米）深的基礎。 基礎地面鑽入小樁孔，以容納支撐鋼結構的混凝土基礎。 到3月初，挖掘工作幾近完成， 建築本體施工於3月17日啟動， 工人先在已完工的基礎上放置第一批鋼柱，即使其他基礎部分尚未完成。
設計師蘭姆召開記者會介紹建築計劃，包括與窗戶平行的反光鋼面板、略高於小磚價格的巨大印第安納石灰岩立面，以及建築垂直線條的設計理念。 四根巨型柱子運抵工地，計劃安裝於基地中央，完工時將支撐約一千萬磅（約四千五百四十公噸）的重量。
由於預期城市建築法規將修訂，允許帝國大廈鋼結構承受1.8萬磅每平方英吋（psi，約124兆帕）的應力，比先前的1.6萬psi（約110兆帕）更高，鋼材因此提前訂購並部分預製，以減少用量。儘管這項1.8萬psi標準在其他城市已安全施行，市長吉米·沃克直到1930年3月26日（施工前夕）才簽署該法令生效。 1930年4月1日，首批鋼架開始安裝。 之後施工迅速，曾在連續10個工作天內完成14層鋼架架設。 此進度歸功於精密的施工協調及常用材料（如窗戶與隔檔板）的批量生產。 曾有一次因供應商無法準時交付深色霍特維爾大理石，斯塔雷特改用德國礦場購得的玫瑰色法莫薩大理石。
工程規模宏大，每日由卡車運送「16,000塊隔牆磚、5,000袋水泥、450立方碼（約344立方米）砂子及300袋石灰」至工地。 五層未完成樓層設有咖啡廳和小吃攤，工人不用下樓即可用餐。 暫時的水龍頭裝設於各樓層，避免工人花時間下樓購買瓶裝水。 材料由地下室儲藏區運出，經由一條小型鐵路車廂運送到電梯，再送至目標樓層後利用軌道分散至各處。
工程共訂購57,480長噸（約58,400短噸）的鋼材，為當時最大單筆鋼材訂單，超過克萊斯勒大廈與40號華爾街大廈兩者鋼材訂購量總和。 歷史學家約翰·陶拉納克指出，建材來自廣泛且遠方的多個地點：「印第安納石灰岩來自印第安納，鋼樑取自匹茲堡，水泥與砂漿源自紐約州上部，義大利、法國與英格蘭進口大理石，木材來自北部與太平洋海岸森林，五金則產自新英格蘭。」 建築立面除主要使用印第安納石灰岩外，也使用了建築陶土、磚塊以及來自瑞典的黑色花崗岩。
1930年6月20日，摩天大樓的鋼結構已升至26樓；至7月27日，鋼架完成約一半。 斯塔雷特兄弟與伊肯努力保持每日完成一層樓的速度，以加快工期，實現每週四層半樓的施工速度； 此前同類高度建築最快紀錄為每週三層半。 在施工同時，樓層的最終設計由地面向上規劃（與整體設計由頂向下不同）。部分樓層仍在等待最終批准，且多筆訂單於設計確定後一小時內下達。 1930年9月10日，鋼架接近完工之際，史密斯在數千人見證下為大樓奠基，石內放置當時物品，包括前一日的《紐約時報》、1930年鑄造的美國貨幣全套、工地與建築歷史說明，以及參與施工者的照片。 1930年9月19日，鋼結構完成達1048英尺（約319公尺），提前12天完成，距施工開始23週。 工人在86樓頂部升起旗幟，象徵此里程碑。

#### 完工與規模

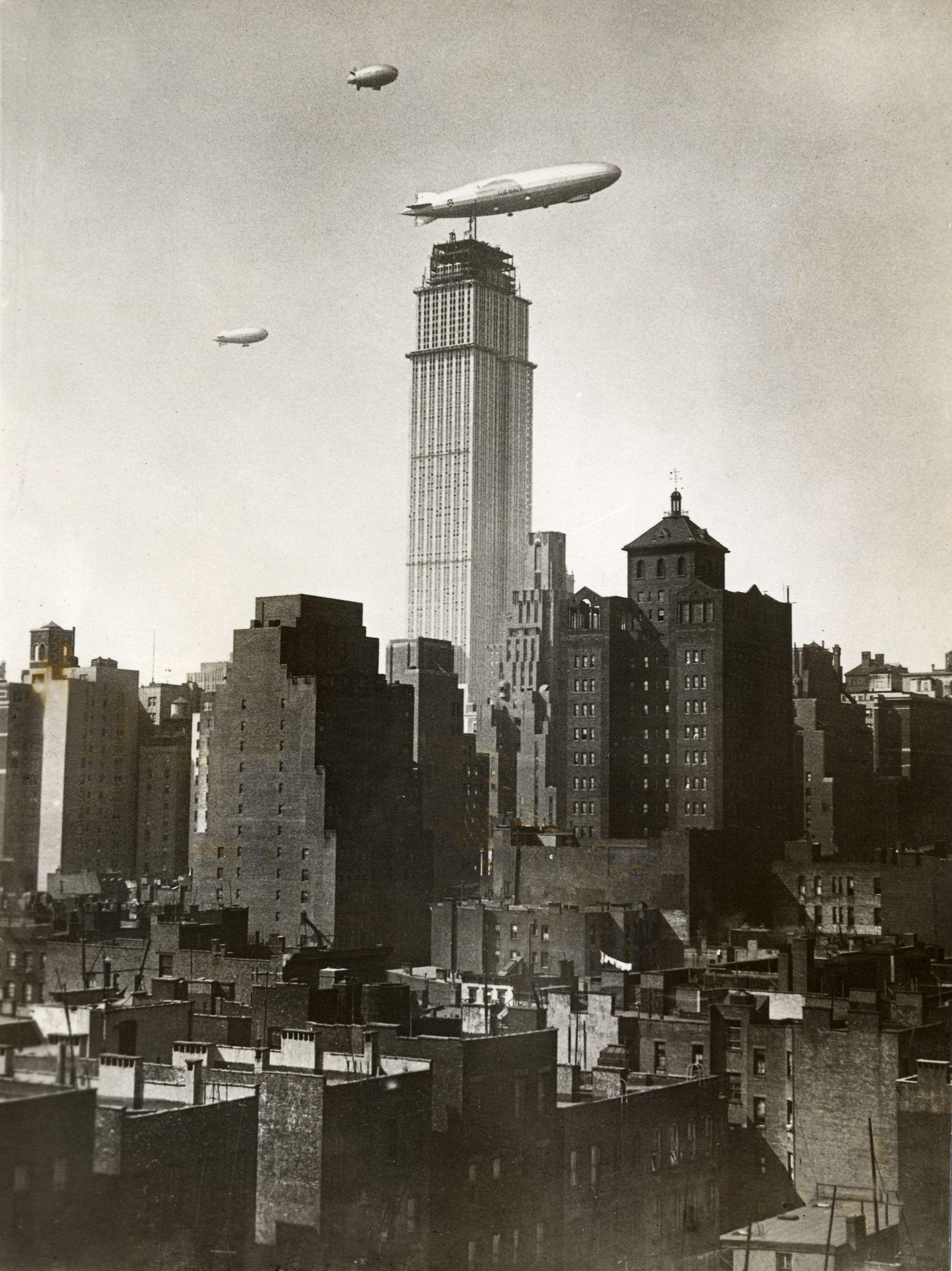
1930年10月施工期間；畫面中可見洛杉磯號航空母艦 (ZR-3)、ZMC-2飛艇及一架J型飛船在空中漂浮

1930年鋼架封頂後，帝國大廈的內部與頂部桅杆施工隨即展開。 1930年11月21日，停泊桅杆封頂，較鋼架完工晚約兩個月。 施工期間，牆面與內部工程迅速推進；當鋼架升至95樓時，外牆已建至75樓。 大部分外牆在11月中旬前已完成。由於建築高度限制，無法設置過多電梯或大容量電梯廂，承包商與奧的斯電梯公司合作製造66部電梯，速度達每分鐘1200英尺（約6.1公尺／秒），為當時史上最大電梯訂單。
施工面臨時間與場地空間雙重限制，材料必須迅速送達且卡車卸貨不阻塞交通。為此，在33街與34街間設置臨時車道，材料先存放於建築首層與地下室。建築內設有混凝土攪拌機、磚料槽與石材吊具，確保材料能快速且安全運上樓層，並避免影響公眾。 每日超過200輛卡車運送建材至工地。
大樓周邊設有多組中繼吊桿與起重機，將鋼材從卡車吊起並安裝至指定位置。 帝國大廈於1931年4月11日完成結構施工，比預定提前12天，距施工開始410天。 史密斯為此射下最後一顆鉚釘，該鉚釘由純金製成。

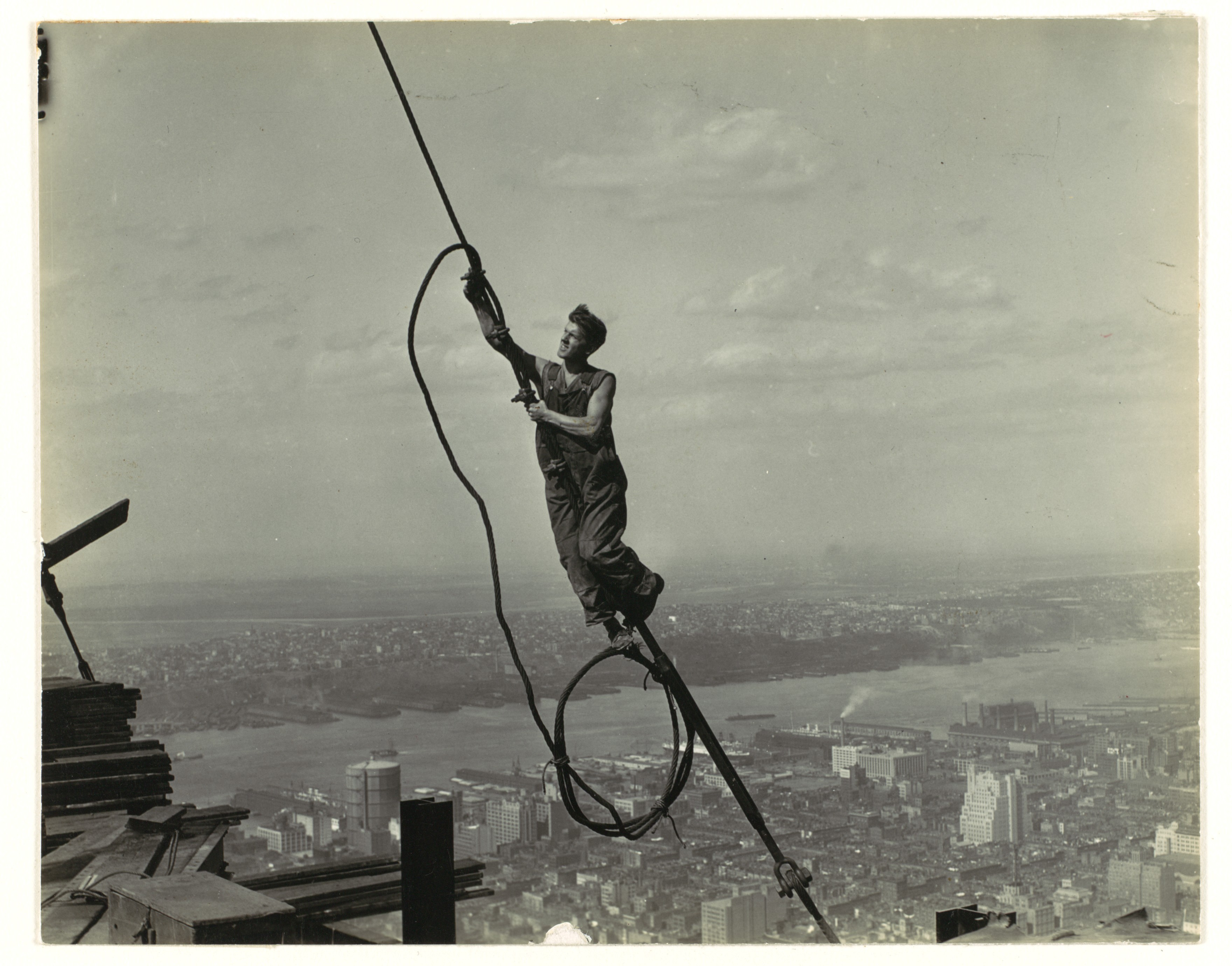
攝於帝國大廈施工期間，由路易斯·海因拍攝的鋼索工人照片

工程高峰期動員超過3500名工人， 單日最高紀錄達3439人（1930年8月14日）。 許多工人為愛爾蘭與義大利移民， 少數來自加拿大蒙特婁附近卡哈納維克保留地的莫霍克族（莫霍克人）鐵工。
根據官方紀錄，施工期間共有五名工人罹難， 然而《紐約每日新聞》報導死亡人數為14人，社會主義雜誌《新大眾》則誇大至42人。帝國大廈興建成本為40,948,900美元（折合5.72億美元現值）， 包含拆除華爾道夫-阿斯托里亞飯店，低於預算6000萬美元。
路易斯·海因拍攝了大量帝國大廈施工過程的照片，不僅詳細記錄了工程進展，也反映了當時工人的日常生活。 這些照片被廣泛用於媒體，成為每日新聞的發布素材。作家吉姆·拉森伯格指出，海因「攀爬鋼架並與鐵工同工，懸掛在吊桿纜繩上，身處數百英尺高空，捕捉到前所未有且之後未曾再現的令人眩暈的摩天大樓建造過程。」他認為海因將這原本可能只是「公司公關任務」的拍攝，轉化為「令人振奮的藝術」。 這些照片後來被彙整成為專門的收藏。旁觀者為鋼工工作的高度所震撼，《紐約》雜誌形容這些鋼工「像小蜘蛛般在天空中辛勤勞動，編織起鋼鐵的網絡」。

### 開幕與早期

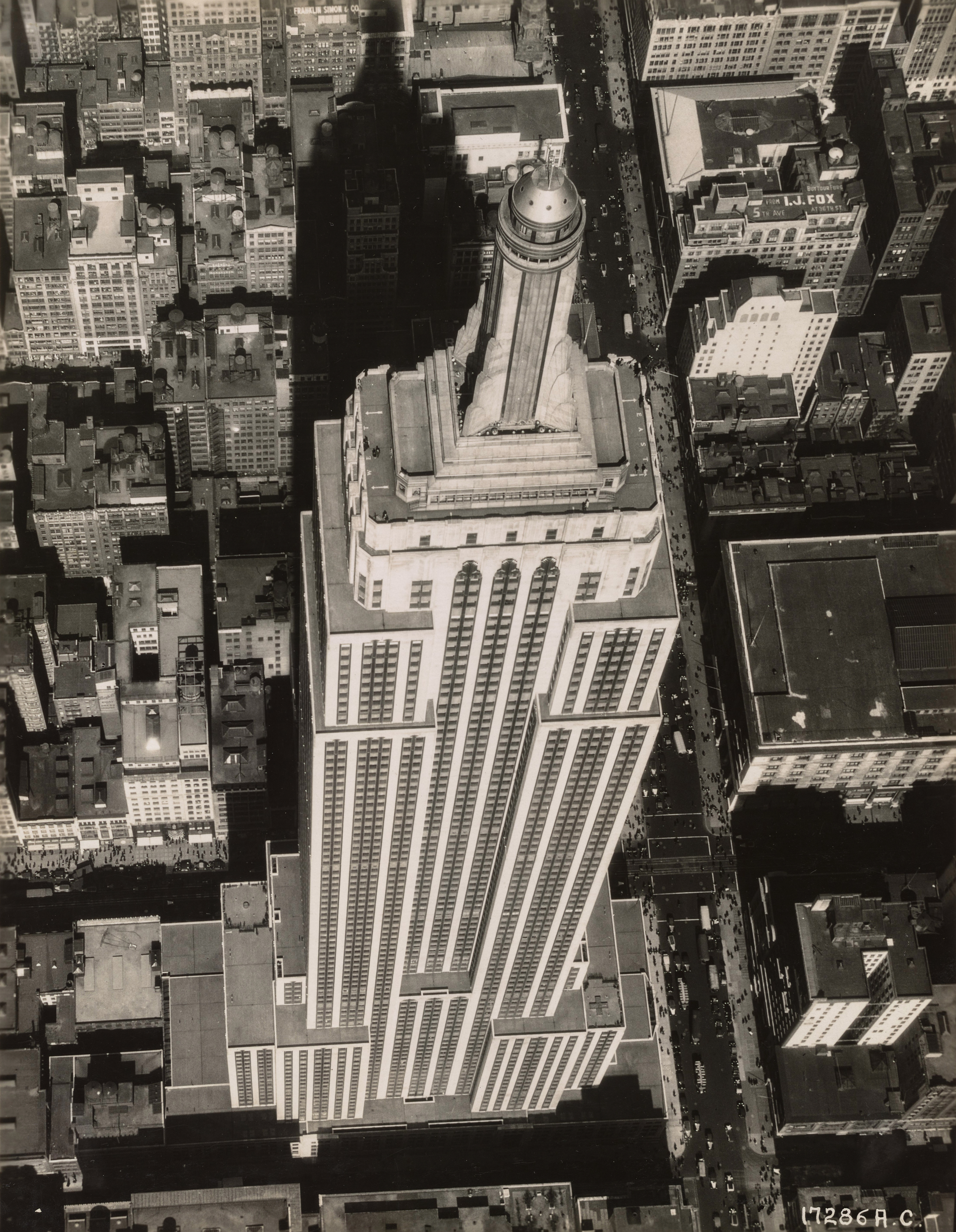
1932年的帝國大廈。大樓天線於21年後的1953年才裝設。

帝國大廈於1931年5月1日正式開幕，比預定日期提前45天，距離動工僅18個月。 開幕典禮由美國總統赫伯特·胡佛主持，他透過華盛頓特區遙控按下儀式按鈕，點亮整棟大樓。
超過350位賓客出席86樓的開幕午宴，其中包括吉米·沃克、州長富蘭克林·D·羅斯福與阿尔·史密斯。 當天午宴時，視野因霧氣遮蔽，其他地標如自由女神像也「迷失於籠罩紐約市的霧中」。
帝國大廈於隔日正式對外開放。 針對觀景台的廣告隨即刊登於地方報紙，鄰近飯店也利用此事件推出宣傳，強調其與新開幕大樓的鄰近距離。
《紐約時報》報導，建築商與房地產投機者預測這座高約1250英尺（約381公尺）的帝國大廈將會是「多年來」世界最高建築，結束了紐約市摩天大樓的競爭。當時多數工程師認為即使以堅固的曼哈頓基岩為基礎，也很難建造超過1200英尺（約366公尺）的建築。技術上可行建造高達約2000英尺（約610公尺）的塔樓，但因經濟不划算，尤其是當時正值大蕭條期間，故未被採用。
作為當時世界最高及首座超過100層的建築，帝國大廈成為紐約市甚至全美國的象徵。1932年，第五大道協會頒發帝國大廈1931年「金獎章」，以表彰其建築設計優異，象徵帝國大廈為1931年第五大道最佳新建築。
一年後的1933年3月2日，電影《金剛》上映，片中金剛攀爬帝國大廈的場景，使這座仍屬新建築的大樓成為電影經典意象。

#### 租戶與觀光
1931年初，第五大道商舖需求強勁，全段224間商店中僅有12間空置。帝國大廈、第五大道500號與第五大道608號三棟新建築預計將新增11間商舖。 不過，辦公空間的出租狀況卻不如預期，因帝國大廈的開幕正逢美國大蕭條。 首年僅有23%的空間成功出租，而1920年代初期新建大樓啟用時的平均出租率為52%，五年內可達90%。 此一低出租率使紐約市民戲稱該樓為「空帝大廈」（Empty State Building），又稱「史密斯的愚舉」（Smith's Folly）。
帝國大廈的早期租戶主要為大型企業、銀行及成衣業者。 傑克·布羅德是該樓最早入駐且租期最長的租戶之一， 他與父親於1931年中創立帝國鑽石公司（Empire Diamond Corporation）， 並自此一直租用辦公室直到2008年他逝世。 布羅德回憶，開幕時大樓僅約有20位租戶，包括他本人，當時第七層以上唯一的實際租戶是艾爾·史密斯本人。 整體而言，1930年代初期很少租戶承租超過一間辦公室，儘管史密斯與拉斯科布大力投放報紙廣告並積極遊說熟人。 為營造高出租率的假象，即使空置，整棟大樓仍整夜點燈。當時還面臨洛克斐勒中心及42街 (曼哈頓)沿線大樓的競爭，這些建築與帝國大廈同期完工，加劇1930年代辦公空間供過於求的問題。
積極的行銷強化了帝國大廈作為世界最高樓的地位。 觀景台的廣告出現在地方報紙及火車票上。 該樓迅速成為熱門觀光景點，1931年全年即有百萬遊客，每人支付一美元搭乘電梯登上觀景台。 當年觀景台收入達兩百萬美元，與全年租金收入不相上下。 到1936年，觀景台每日人潮洶湧，並設有飲食販售服務；至1944年，參觀人數累計達五百萬。 1931年，美國國家廣播公司承租85樓作為廣播空間。 然而帝國大廈自開幕以來即陷入財務困境，至1935年每年虧損高達一百萬美元。根據房地產開發商西摩·杜斯特回憶，1936年大樓使用率低落，電梯甚至停止服務45樓以上樓層，41樓以上除NBC與拉斯科布／杜邦公司位於81樓的辦公室外，皆為空置。
根據原始設計，帝國大廈的尖塔本計劃作為飛艇停靠站。小約翰·拉斯科布與艾爾弗雷德·E·史密斯曾提議在第86層設置飛艇售票處與乘客候機室，而飛艇則預定繫留於相當於第106層位置的尖塔上。 乘客在第86層完成報到後，搭乘電梯至第101層，再經由陡峭梯子登上飛艇。 然而此構想因不切實際且危險而取消。建築物產生的強烈上升氣流、 橫越曼哈頓的風流、 以及鄰近摩天大樓尖塔，均構成重大風險。 即使飛艇能避開這些障礙，機組人員仍需投放壓艙水至地面以維持穩定，並將艇首繫於尖塔，但艇尾無法繫留。
1931年9月15日，一艘美國海軍小型商用飛艇，在45-英里每小時（72-每小時）風速下繞行帝國大廈25圈。 該飛艇嘗試與尖塔對接，但過程中壓艙水灑落、氣流不穩定，且遭遇難以預測的渦流。 此次幾近災難的試驗終結了帝國大廈尖塔作為飛艇終點站的計劃，儘管稍後仍有飛艇成功投遞報紙。

### 營運與獲利情況

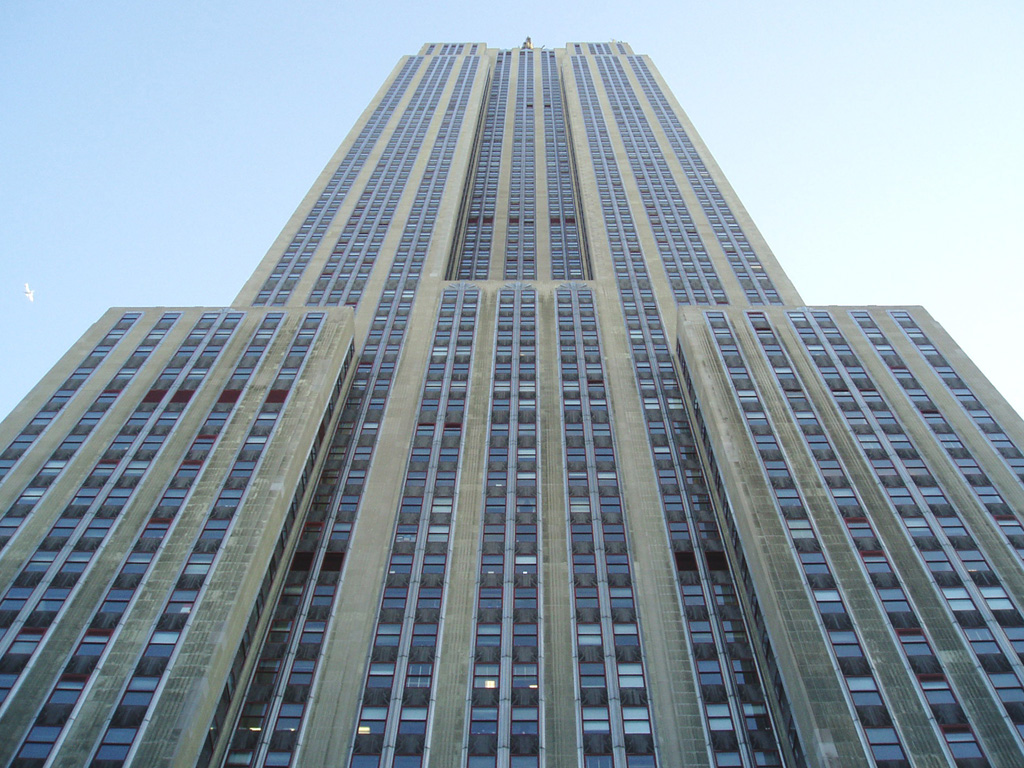
因逐層退縮的設計使大樓隨高度逐漸收斂。

截至1940年代，帝國大廈的出租率已達98%。 該建築在1950年代首度達成損益平衡。 當時，大樓周邊的大眾運輸設施尚不如今日便利，儘管如此，帝國大廈仍因其聲譽逐漸吸引租戶。 自1950年起，大樓頂部開始加設高222-英尺（68-）的無線電天線 ，使區內的電視台得以自此地進行播送。
儘管財務情況逐漸好轉，拉斯科布仍於1951年將大樓掛牌出售， 開價為5,000萬美元。 購買者為羅傑·L·史蒂文斯（Roger L. Stevens）、亨利·克朗（Henry Crown）、阿爾弗雷德·R·格蘭西（Alfred R. Glancy）與本·托賓（Ben Tobin）等人所組成的投資團體。 此筆由查爾斯·F·諾伊斯公司促成的交易總額為5,100萬美元，創下當時單一建築物最高交易金額紀錄。 根據《Cortland Standard》報導，此時帝國大廈早已全數出租，並有租戶候補名單等候進駐。 同年，六家新聞機構合組財團，以年租60萬美元的價格承租大樓天線， 天線工程於1953年完工。 1954年，克朗買下其他合夥人的持股，成為唯一業主。 隔年，美國土木工程師學會將該建築列為「七大現代土木工程奇蹟」之一。
1961年，勞倫斯·A·溫恩以6,500萬美元簽約收購帝國大廈，並與哈利·B·赫爾姆斯利共同參與建築營運租約。 此交易再度刷新單一建築交易紀錄。 超過3,000位投資人各以1萬美元購得「帝國大廈合夥企業」（Empire State Building Associates）一股股份。該公司再將建築物轉租給由赫爾姆斯利與溫恩主導的另一家公司，籌得3,300萬美元用於支付購價。 另有一項獨立交易中， 大樓所在土地以2,900萬美元售予保德信金融。 赫爾姆斯利、溫恩與彼得·馬金（Peter Malkin）隨後展開小規模改善計畫，包括1962年進行大樓史上首次全棟立面清洗工程， 1964年於第72層安裝新型泛光照明系統， 以及1966年將手動電梯全面換為自動系統。 大樓西側二樓原本用作儲藏空間，1964年透過安裝通往一樓的手扶梯，改造為熱門零售區。

### 喪失「最高建築」稱號

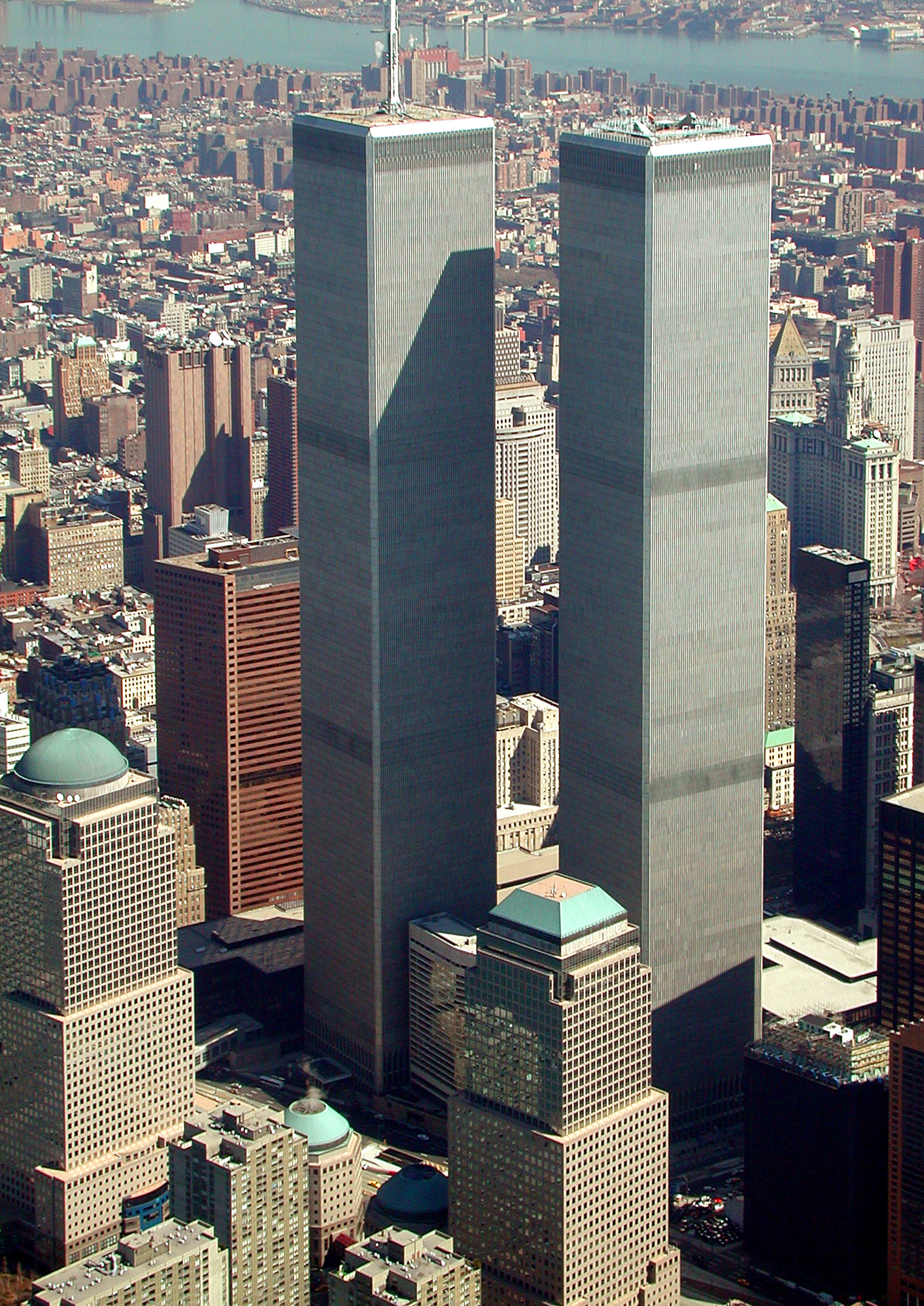
1970年，世界貿易中心北塔高度超越帝國大廈。

1961年，正值赫爾姆斯利、溫恩與彼得·馬金購入帝國大廈的同一年，紐約與新澤西港務局正式支持在曼哈頓下城興建世界貿易中心計畫。 該計畫最初規劃興建兩座66層雙子塔，採用無柱開放空間設計。帝國大廈的所有者與地產投資者憂慮雙塔約7.6 × 106平方英尺（710,000平方）的辦公空間將造成曼哈頓辦公室供過於求，並可能侵蝕帝國大廈租戶的利潤。 後續修訂計畫使雙塔高度達1,370英尺（420），共110層，超越帝國大廈。 反對該計畫者包括知名房地產開發商羅伯特·提施曼及溫恩組成的「合理世界貿易中心委員會」。 對此，港務局執行董事奧斯汀·托賓回應，溫恩反對是因為新建築將使帝國大廈失去「世界最高樓」的地位。
世界貿易中心於1966年開始興建。 隔年，奧斯坦金諾電視塔取代帝國大廈成為世界最高的自由立式結構。 1970年10月19日，尚在施工中的世界貿易中心北塔超越帝國大廈，奪下世界最高樓稱號， 並於12月23日達到最高點封頂。
1975年12月，雙塔110樓開放觀景台，明顯高於帝國大廈86樓的觀景台。該期間帝國大廈觀景台收入下降，部分原因是1971年多家廣播電台遷至世界貿易中心；港務局則持續支付帝國大廈的廣播租約直到1984年。 然而，帝國大廈仍具象徵地位，並於1971年3月迎來第四千萬名遊客。

### 20世紀後期
至1980年，帝國大廈每年遊客數接近兩百萬人次，高於建築官員先前估計的一百五十萬至一百七十五萬人次之間。 1980年5月，帝國大廈獲得專屬郵遞區號，這是當時曼哈頓新增63個郵區號計畫中的一環。當時，帝國大廈租戶每日共接收約三萬五千件郵件。 1981年5月1日，帝國大廈慶祝落成五十週年，舉辦廣受宣傳但評價不佳的雷射燈光秀， 並舉辦持續至5月8日的「帝國大廈週」。 紐約市地標保護委員會於1981年5月19日投票，將建築本體及大廳指定為市地標。
1990年代初至中期，帝國大廈進行資本改善計畫，耗資5500萬美元。 因為同時更換所有窗戶，地標委員會要求進行窗戶顏色測試，結果顯示帝國大廈原本的窗框為紅色。 改善工程也包含警報系統、電梯、空調更換，使觀景台符合《美國殘障者法》（ADA）；並重新修復石灰石外牆。 觀景台改造計畫源於殘障權益團體與美國司法部於1992年針對帝國大廈提起的訴訟，這是該法案下首起由組織發起的訴訟。 1994年達成和解，帝國大廈管理方同意在整修中增設符合ADA標準的設施，如新電梯、坡道及自動門。
保誠於1991年以4200萬美元將帝國大廈所處土地出售給當時因涉東京新日本酒店火灾而入獄的飯店經營者橫井英樹。1994年，唐納·川普與橫井締結合資協議，雙方的目標是解除帝國大廈土地租賃權，進而取得完全所有權，以整合土地與建築所有權並獲利。
獲得土地半數所有權後，川普計畫取得建築本身的所有權以進行翻修，儘管海姆斯利與馬爾金已啟動改造工程。1995年2月，川普控告帝國大廈協會管理不善，稱該建築已成為「高層貧民窟」及「二流、老鼠橫行」的辦公樓。他原本希望藉由租約違約將帝國大廈協會驅逐出境，卻遭法庭駁回。此後，海姆斯利公司於同年5月對川普提起反訴。這一系列訴訟和反訴持續數年，部分原因是川普欲藉此奪取帝國大廈主租約。海姆斯利於1997年過世後，馬爾金起訴海姆斯利遺孀莉奧娜·赫姆斯利以爭奪建築控制權。

### 21世紀

#### 2000年代
九一一襲擊事件摧毀世界貿易中心後，帝國大廈再次成為紐約市最高建築，但在美洲地區僅次於芝加哥威利斯大廈，為第二高樓。因襲擊事件，紐約市幾乎所有商業電視台和FM廣播電台的訊號皆重新從帝國大廈發射。 同時，由於針對紐約重要地點的持續恐怖威脅，建築物的安全措施也因此提升。
2002年，川普與橫井將帝國大廈土地權益以5750萬美元出售給由馬爾金領導的帝國大廈協會（Empire State Building Associates）。這筆交易使建築物所有權與土地租約半個世紀以來首次合併。
儘管九一一襲擊事件的威脅尚未解除，2004年帝國大廈觀景台仍吸引約350萬名遊客，較2003年約280萬人有所增加。莉奧娜·赫姆斯利持有帝國大廈股份直到2013年10月合併公開上市前，她已於2006年將日常營運交由彼得·馬爾金的公司負責。
2008年，《紐約每日新聞》模擬「竊取」帝國大廈，揭露紐約市不要求市府職員核實物業產權資料的漏洞，並示範如何用虛假產權文件取得龐大貸款後捲款潛逃。提交給市府的文件中甚至包含著名影星費·蕾與銀行劫匪威利·薩頓的名字。該報導後將產權歸還正當所有人，即帝國大廈土地協會（Empire State Land Associates）。

#### 2010年代至今

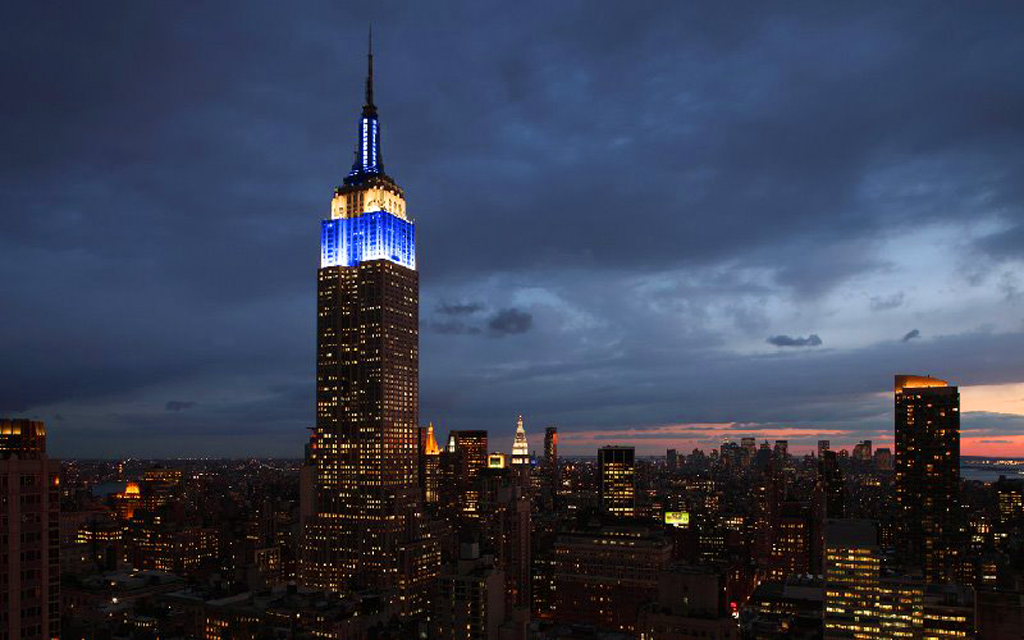
帝國大廈每年為哥倫比亞大學畢業典禮點亮藍白燈光

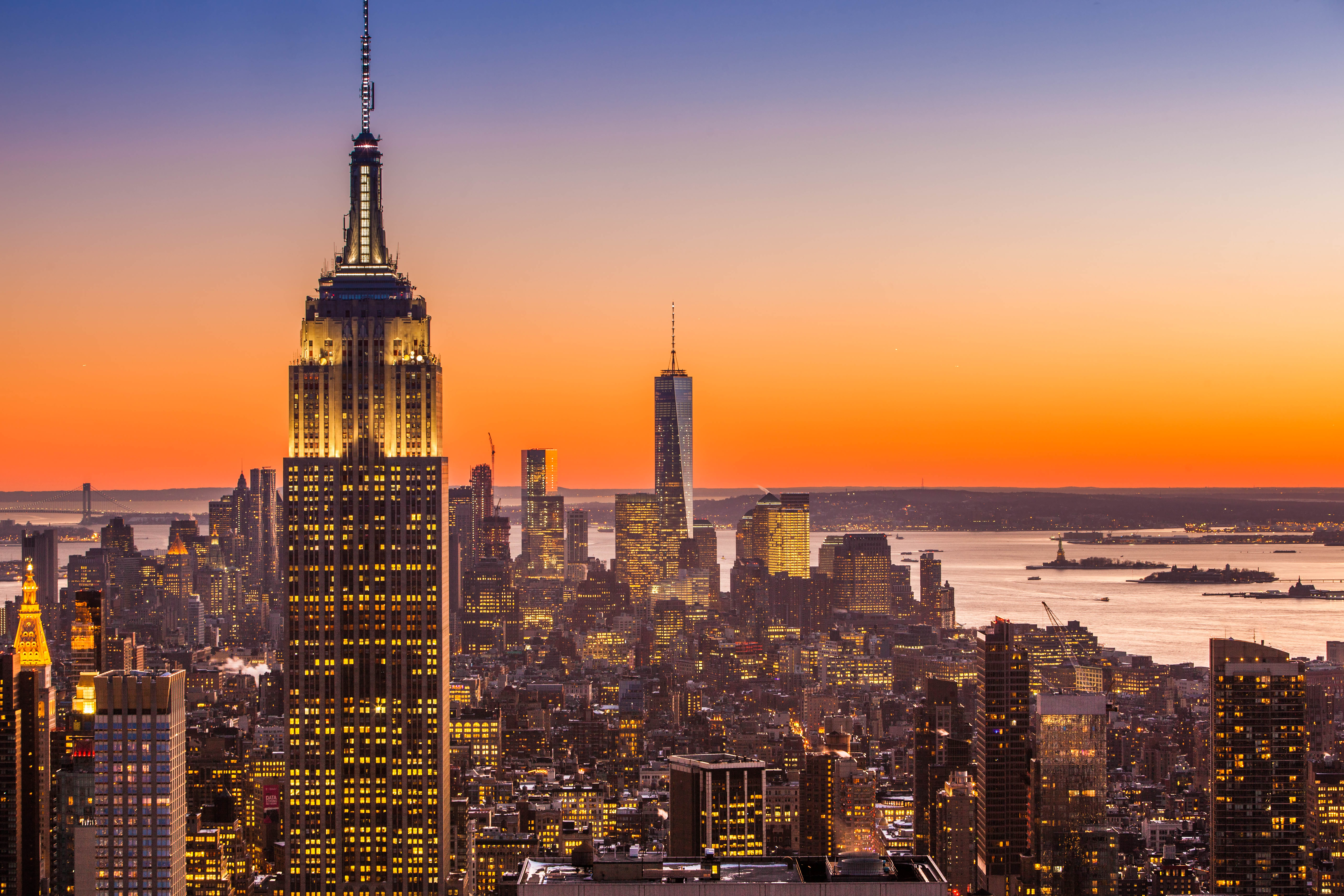
2012年4月30日，現今的世界貿易中心一號大樓（遠景）超越帝國大廈成為紐約最高樓

自2009年起，帝國大廈公共區域進行5.5億美元翻新，改善空調與防水系統，翻新觀景台與大廳， 並將禮品店移至80樓。 約1.2億美元用於提升能源效率，目標是在五年內減少38%能源排放。 例如，全部窗戶在現場重新加工成隔熱膜「超級窗戶」，阻隔熱量但允許光線通過。炎熱天氣下空調運作成本降低，立刻節省約1700萬美元，部分資金用於其他改造工程。 帝國大廈於2011年9月獲得能源與環境設計領導力認證金級，並於2010年榮獲世界大塔聯盟環保卓越獎。 LEED認證考量了能源減量、大量購買碳權抵換，以及低流量衛浴設備、環保清潔用品和回收紙製品的使用。
2012年4月30日，世界貿易中心一號大樓封頂，高度超越帝國大廈，成為紐約最高摩天大樓。 到2014年，帝國大廈由帝國大廈房地產信託公司持有，董事長兼執行長為安東尼·馬爾金（Anthony Malkin）。 該信託公司為公開上市公司，於前年（2013年）在紐約證券交易所掛牌交易。
2016年8月，卡達投資局獲發行新股，持股比例達9.9%，成為帝國大廈房地產信託公司投資組合的部分所有權人，因此部分持有帝國大廈。 該信託公司總裁約翰·凱斯勒（John Kessler）稱此投資是對公司無可取代資產的認可。《The Real Deal》地產雜誌評價卡達此舉「對主權財富基金而言相當罕見」，因此類基金一般直接買樓宇所有權而非房地產公司股份。其他持有信託股份的外國投資者包括挪威、日本與澳洲。
2010年代開始，帝國大廈展開整體翻新工程，進一步提升能源效率、大眾空間與設施品質。2018年8月，為改善訪客流動動線，主要訪客入口搬遷至西34街20號，作為觀景台大廳重大翻修計畫的一部分。 新大廳導入多項科技設備，包括大型LED顯示屏、支援九種語言的數位售票機，以及一座兩層樓高的建築模型，兩側環繞著金屬樓梯。該翻修第一階段於2019年完成，特色為更新外牆照明系統與設置數位接待員。 新大廳也提供免費Wi-Fi，供訪客候位時使用。
2019年7月，開設了一個約10,000-平方英尺（930-平方）、包含九個展館的新展覽空間。第三階段的102樓觀景台於2019年10月12日重新開放，該部分包括安裝從地板到天花板的玻璃窗及全新玻璃電梯。整體翻修最後完成的是80樓的新觀景台，於2019年12月2日開放。此次翻修總花費約1億6千萬美元或1億6千5百萬美元，歷時四年完成。

## 荣誉

數座紐約市建築物的高度比較圖，帝國大廈位於左起第二座

帝國大廈保持最長時間的世界紀錄是「最高摩天大樓（結構高度）」，共維持了42年，直到1970年10月被世界貿易中心北塔超越。
在1954年被格里芬電視塔超越之前，帝國大廈也是世界上最高的人造結構物，並且一直是世界上最高的獨立式結構物，直到1967年奧斯坦金諾電視塔完工為止。
1970年代初期，曾提議拆除尖塔並加建11層，使建築高度達1,494英尺（455公尺），重新成為當時世界最高建築，但最終未被採納。
隨著世界貿易中心在2001年9月11日遭受襲擊摧毀，帝國大廈再次成為紐約市最高建築物，並成為美洲第二高建築，僅次於芝加哥的韋萊集團大廈。帝國大廈保持紐約最高建築的地位直到2012年4月新建成的世界貿易中心一號大樓超越其高度。
截至2025年，帝國大廈是紐約市第七高樓，並為美國第十高樓。在全球建築物高度排名中，帝國大廈於截至2021年2月為第49高。此外，帝國大廈是美洲第11高的獨立式結構，僅次於美國幾座最高建築與加拿大的CN電視塔。

## 主要租戶
截至2013年，帝國大廈內約有1,000家企業入駐。
目前租戶包括：
- 中國國際航空[370]
- 美國童軍大紐約區理事會（英语：Greater New York Councils）[371]
- 寶路華 (公司)[372]
- 科根建築設計公司（英语：Corgan）[373]
- 科蒂公司（英语：Coty）[374]
- 克羅埃西亞國家旅遊局（英语：Croatian National Tourist Board）[375]
- Expedia集團（英语：Expedia Group）[376]
- 聯邦存款保險公司[377]
- 利標品牌集團（英语：Global Brands Group）[372]
- 菲律賓記者報（英语：Filipino Reporter）[375]
- 海利奧斯與馬修森公司（英语：Helios and Matheson）[378]
- LinkedIn[379]
- NYSE歐洲證券交易所（英语：NYSE Euronext）[380]
- 皮塔尼鮑斯公司（英语：Pitney Bowes）[381]
- SK電訊[375]

Verizon通信
- 威訊商業媒體（英语：World Journal）[375]

前租戶
- 查爾斯·布朗遜（英语：Charles Bronson）[383]（演員，曾於1960年代在帝國大廈工作）
- 美國海軍通信保密部（英语：United States Navy Communications Supplementary Activity）（1940年代曾租用三層樓作為加密與解密中心）[384]

## 特殊事件

### 1945年飛機撞擊事件

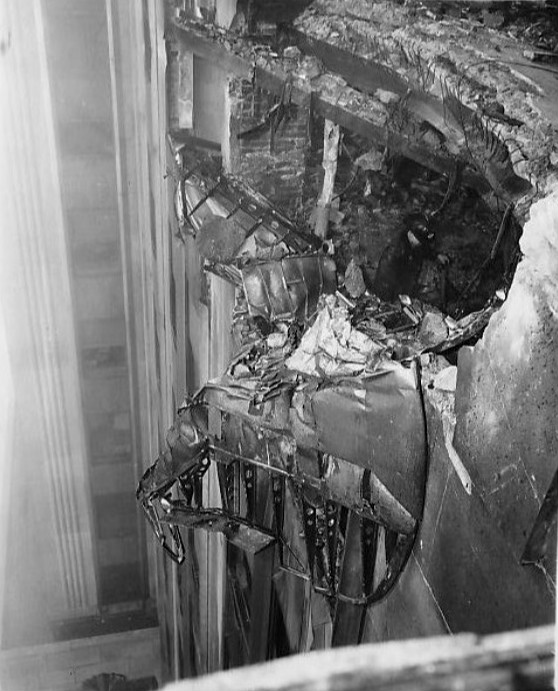
一張黑白照片顯示飛機殘骸嵌入高樓外牆

1945年7月28日上午9時40分，一架由中校威廉·富蘭克林·史密斯（William Franklin Smith Jr.）駕駛的B-25米切尔型轰炸机在濃霧中撞上帝國大廈北側第79至80層之間，當時該樓層為 全國天主教福利會的辦公室。一具引擎完全穿透建築物，落在附近建築物的屋頂並引發火災，摧毀了一處頂樓公寓。另一具引擎與部分起落架墜入電梯井，引發火災，但在40分鐘內即被撲滅。事件共造成14人罹難。
電梯操作員貝蒂·盧·奧利弗（Betty Lou Oliver）從第75層墜落奇蹟生還，至今仍保持金氏世界紀錄所認可的「人類從電梯墜落生還的最高紀錄」。儘管造成重大損毀與人命傷亡，大廈多數樓層在事故發生兩日後即重新開放。
本次事件促使美國國會通過原已延宕的 聯邦侵權申訴法案，並加入追溯條款，使受害者可就此事件起訴聯邦政府。此外，民用航空管理局（美國）也因此制定嚴格規定，規定無論天候情況如何，飛越紐約市上空的飛行器最低飛行高度須為2,500英尺（760）。
一年後的1946年7月24日，另一架雙引擎飛機險些撞上帝國大廈。該不明機型擦過觀景台。

### 2000年電梯墜落
2000年1月24日，帝國大廈內有一部電梯因控制艙室最高速的鋼索意外斷裂，突然從44樓自由墜下降至第4樓。 電梯在第4樓處因電梯井收窄形成了第二道安全防線，阻止墜落繼續。儘管墜落了40層樓，當時機艙內的兩名乘客僅輕微受傷。事故發生後，建築管理部門對帝國大廈所有電梯進行了全面檢查與評估。

### 墜樓事件
1947年5月1日，伊芙琳·麥克海爾從帝國大廈第86層觀景台跳樓自殺，墜落在停靠於人行道邊的一輛禮車上。幾分鐘後，攝影學生羅伯特·懷爾斯（Robert Wiles）拍下奇遺體安詳完整的照片。警方在她留在觀景台的遺物中發現一封遺書，寫著：「沒有我，他會過得更好……我不會是一個好妻子。」該照片刊登於1947年5月12日的《生活雜誌》，後來被譽為「最美的自殺者」照片，並被藝術家安迪·沃荷用於絲網印刷作品《自殺（墮落的身軀）》（Suicide (Fallen Body)）中。
由於當年10月至11月短短三週內，帝國大廈接連發生五起跳樓企圖，當局於1947年12月在第86層露台周圍加裝了高7-英尺（2.1-）的鋼網圍欄以防止意外。截至當時，已有16人從該建築跳樓身亡。
歷史上，只有一人從帝國大廈較高層的觀景台跳下。1932年11月3日，來自阿斯托里亞的弗雷德里克·埃克特（Frederick Eckert）闖過第102層封閉式觀景廊道內的警衛，翻越通往外部貓道的柵欄（該處原為飛艇乘客的預備區），跳下至第86層觀景台屋頂，當場身亡。
有兩人曾因跌落高度未超過一層樓而倖存。1979年12月2日，艾維塔·亞當斯（Elvita Adams）從第86層跳下，但被強風吹回第85層窗台，僅造成髖部骨折。2013年4月25日，一名男子從86層觀景台墜下，落在85層的窗台上，僅受輕傷，被警衛救入大樓後送醫接受精神評估。

### 槍擊事件
帝國大廈周邊曾發生兩起致命槍擊事件。1997年2月23日下午，69歲的巴勒斯坦教師阿布·卡邁勒（Abu Kamal）於第86層觀景台發生的槍擊事件中開槍射擊七人，造成一人死亡、六人受傷後自殺身亡。據報導，他的動機與以色列與巴勒斯坦地区的衝突局勢有關。
2012年8月24日上午，58歲的傑佛瑞·T·強森（Jeffrey T. Johnson）在第五大道人行道上2012年帝國大廈槍擊事件中槍殺了一名前同事。強森曾於2011年遭解雇，當警方試圖盤查時，他舉槍對準員警，員警開了16槍將其擊斃，並造成九名路人受傷，其中多數為彈片傷，三人直接中彈。

## 影響

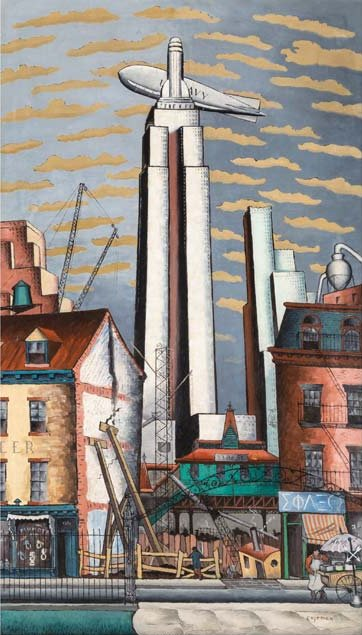
《帝國大廈》，格倫·奧德姆·科爾曼繪，約1931年

作為當時世界最高、首座樓層超過100層的建築，帝國大廈迅速成為紐約市乃至整個美國的象徵性地標。 2013年，《時代雜誌》指出，帝國大廈「幾乎完全體現了它所代表的那座城市」。 歷史學家約翰·陶拉納克也稱其為「20世紀紐約的代表建築」，儘管當時已有更高且風格更現代主義的建築物。
1981年5月19日，紐約市地標保存委員會投票決定將帝國大廈及其大廳列為城市地標，原因在於其第一及第二層樓的歷史價值，以及「上層樓的固定裝置與內部結構」。 同時，紐約市城市規劃委員會也表達支持。 1986年，該建築獲列為美國國家歷史地標，此舉與紐約市地標報告的結論相符。翌年，帝國大廈因其卓越的建築價值被列入美國國家史蹟名錄。

### 當代評價
早期的建築評論家亦高度關注帝國大廈外部裝飾的設計細節。 建築評論家塔爾伯特·哈姆林（Talbot Hamlin）於1931年曾寫道：「它是世界最高建築，但這只是附帶的事實。」 同年，《紐約客》撰稿人喬治·謝潑德·查普爾以筆名「T-Square」發表評論，指出帝國大廈對大眾具有「明顯且巨大的吸引力」，其「獨特之處在於整體設計展現的高度敏銳感」。 而《新共和》的愛德蒙·威爾森則認為，帝國大廈的中性色調使其成為「紐約最美麗的摩天大樓」。
早期評論者則對帝國大廈頂端的桅杆多持批評態度，認為其未能如預期成為真正的空中航站樓，反而顯得多餘。查普爾稱桅杆為「一種愚蠢的姿態」，而路易斯·芒福德則嘲諷它「只是候鳥的公共廁所」。 不過，建築評論家道格拉斯·哈斯克爾認為帝國大廈的魅力，正來自於它處於「一個轉捩點的精準時刻，介於金屬與石材、‘紀念性質量’與‘通透空間’、手工藝與機械設計，以及從以手工為主到未來工業化製造之間的搖擺。」

### 地標
建築早期，旅遊公司如短線長途客運服務與紐約中央鐵路即以帝國大廈作為城市象徵來推廣行銷。1932年，一項針對50位美國建築師的調查中，有14人將帝國大廈評為全美第二佳建築，僅次於林肯紀念堂。世貿中心建成後，建築師保羅·高德伯格指出，帝國大廈「以高度著稱，但更以美麗聞名。」
作為美國的象徵，大樓在美國人中極受歡迎。2007年，美國建築師協會（AIA）的調查將帝國大廈列為「美國人最喜愛的建築」之一。 帝國大廈最初象徵大蕭條後重建的希望，也代表新移民的成就。作家本傑明·弗拉沃斯形容帝國大廈為「一棟為新美國而建，為新美國人（包括業主與建築工人）打造的建築。」 建築評論家喬納森·格蘭西稱其為「美國設計的象徵」。此外，2007年帝國大廈在AIA「美國人最愛的建築」排行榜中排名第一。
帝國大廈因施工時展現的龐大投入，被譽為「世界奇蹟」。1931年，《華盛頓之星報》將其列為「現代世界七大奇蹟」之一，1958年《Holiday雜誌》指出帝國大廈的高度將超過艾菲爾鐵塔與大金字塔的總和。1958年，美國土木工程師學會（ASCE）宣稱帝國大廈為「美國現代土木工程奇蹟」，並在1994年列為「現代世界七大奇蹟」之一。2010年，作者朗·米勒亦稱帝國大廈為「工程學七大奇蹟之一」。它也常被譽為「第八大世界奇蹟」，這一稱呼從開幕以來就廣為流傳。1963年，帝國大廈大廳也安裝了該七大奇蹟面板。帝國大廈更成為衡量其他人造或自然高度、長度的參照基準。例如，可見：美國運通郵輪大樓高度；巨型珊瑚礁；世界最大郵輪等資訊援引帝國大廈作比較。
該建築也啟發了多座複製品。位於拉斯维加斯天堂市的紐約-紐約酒店包含名為「帝國大廈塔」（Empire Tower）的建築，為帝國大廈的47層複製品。 飯店內部部分區域的設計也模仿帝國大廈的室內風格。

### 媒體中的帝國大廈
帝國大廈在流行文化中的形象
作為紐約市的象徵，帝國大廈多次出現在電影、書籍、電視節目及電子遊戲中。根據建築官方網站的統計，超過250部電影中都有帝國大廈的身影。 約翰·陶拉納克（John Tauranac）在著作中指出，帝國大廈首次被流行文化提及是在1932年，由克里斯多福·莫勒撰寫的兒童故事《瑞士家庭曼哈頓》。 隔年，電影《金剛》中金剛攀爬帝國大廈的經典橋段，讓這座建築深植大眾印象。 此後，電影如《金玉盟》（1957年）、《西雅圖夜未眠》（1993年）與（1996年）等，也多次以帝國大廈作為重要場景。 此外，帝國大廈也出現在2007年《神秘博士》劇集《戴立克在曼哈頓》等作品中，以及由安迪·沃荷拍攝的長達八小時的黑白無聲電影《帝國》，該片後來入選國會圖書館 (美國)的國家電影登記表。
帝國大廈觀景台歷來吸引眾多名人、皇室及政要造訪。從泰勒絲與千黛亞等知名藝人，到威廉王子等皇室成員，每年都有許多重要人士前來參觀。

### 帝國大廈登樓賽
帝國大廈登樓賽（The Empire State Building Run-Up）是一項從地面直奔至86樓觀景台的樓梯競賽，自1978年起每年舉辦。 該賽事由NYCRUNS主辦。 參賽者既被稱為跑者，也被稱為攀登者，常為樓梯賽跑愛好者。比賽全長縱向1,050英尺（320米），需攀爬1,576階樓梯。現紀錄保持者為澳洲職業自行車手保羅·克雷克，於2003年創下9分33秒的紀錄，攀爬速度達每小時6,593英尺（2,010米）。

## 另見
- 摩天大樓
- 美國摩天大樓
- 早期摩天大樓（英语：Early skyscrapers）
- 100層樓以上建築列表（英语：List of buildings with 100 floors or more）
- 紐約市國家歷史地標列表（英语：List of National Historic Landmarks in New York City）
- 曼哈頓14街至59街指定地標列表（英语：List of New York City Designated Landmarks in Manhattan from 14th to 59th Streets）
- 美國各州最高建築列表（英语：List of tallest buildings by U.S. state）
- 最高的獨立鋼結構建築列表（英语：List of tallest freestanding steel structures）
- 曼哈頓14街至59街國家歷史名錄列表（英语：National Register of Historic Places listings in Manhattan from 14th to 59th Streets）
- NTT多科摩代代木大樓（英语：NTT Docomo Yoyogi Building）

### 書籍
- Al-Kodmany, Kheir. . Understanding Tall Buildings: A Theory of Placemaking. Taylor & Francis. 2017: 71–72. ISBN 978-1-317-60866-0.
- Bascomb, Neal. . Broadway Books. 2004. ISBN 978-0-7679-1268-6.
- Berman, J.S.; Museum of the City of New York. . Portraits of America. Barnes and Noble Books. 2003. ISBN 978-0-7607-3889-4.
- Douglas, George H. . McFarland. 2004: 107–116. ISBN 978-0-7864-2030-8.
- Flowers, Benjamin. . EBL-Schweitzer. University of Pennsylvania Press, Incorporated. 2001. ISBN 978-0-8122-0260-1.
- Fodor's Travel Publications. . Fodor's See It New York City. Fodor's Travel Publications. 2010. ISBN 978-1-4000-0498-0.
- Goldman, Jonathan. . St. Martin's Press. 1980. ISBN 978-0-312-24455-2.
- Guerrero, P.F.; Abramowitz, A.D.; Morrison, F. . Diane Publishing Company. 2002. ISBN 978-0-7567-2547-1.
- Jackson, Kenneth T. (ed.), (2010) The Encyclopedia of New York City (2nd edition). New Haven: Yale University Press. ISBN 978-0-300-11465-2
- Kayden, Jerold S.; The Municipal Art Society of New York. . Wiley. 2000. ISBN 978-0-471-36257-9.
- Langmead, Donald. . Greenwood icons. Greenwood. 2009: 71–92. ISBN 978-0-313-34207-3.
- Magazines, Hearst. . . Hearst Magazines. 1930-12 （英语）.
- McCarthy, James Remington; Rutherford, John. . Harper. 1931. hdl:2027/mdp.39015002634015.
- Morehouse, W. . M. Evans. 1991. ISBN 978-0-87131-663-9.
- Rasenberger, Jim. . HarperCollins. 2009  [2023-01-17]. ISBN 978-0-06-174675-8. （原始内容存档于2023-08-02）.
- Reynolds, Donald. . New York: J. Wiley. 1994. ISBN 978-0-471-01439-3. OCLC 45730295.
- Robins, Anthony W.  (PDF). New York City Landmarks Preservation Commission. 1981-05-19  [2023-01-17]. （原始内容存档 (PDF)于2021-02-24）.
- Robins, Anthony W.  (PDF). New York City Landmarks Preservation Commission. 1981-05-19  [2023-01-17]. （原始内容存档 (PDF)于2023-03-22）.
- Taranath, B.S. . CRC Press. 2016. ISBN 978-1-4398-5090-9.
- Tauranac, John. . Scribner. 2014. ISBN 978-0-684-19678-7.
- Wagner, Geraldine B. . Thunder Bay Press. 2003. ISBN 978-1-59223-105-8.
- Willis, Carol. . Princeton Architectural Press. 1995. ISBN 978-1-56898-044-7.
- Willis, Carol; Friedman, Donald. . W.W. Norton. 1998. ISBN 978-0-393-73030-2.

### 其他
- Aaseng, Nathan. . The Oliver Press, Inc. 1998: 38–39. ISBN 978-1-881508-59-5.
- Dupré, Judith. . New York: Hachette/Black Dog & Leventhal. 2013: 36–37  [2023-01-17]. ISBN 978-1-57912-942-2. （原始内容存档于2021-03-08）.
- James, Theodore Jr. . Harper & Row. 1975. ISBN 978-0-06-012172-3.
- Kingwell, Mark. . Yale University Press. 2006. ISBN 978-0-300-10622-0.
- Pacelle, Mitchell. . Wiley. 2001. ISBN 978-0-471-40394-4.